# Sorbonne
Pour les autres utilisations du mot Sorbonne, voir Sorbonne (homonymie).
La Sorbonne est un bâtiment universitaire situé dans le 5e arrondissement de Paris, un des hauts lieux du Quartier latin, avatar actuel du collège de Sorbonne fondé dans les années 1250 par Robert de Sorbon, docteur en théologie et chapelain du roi Louis IX, et dissous en 1793 par la Convention nationale, comme toutes les institutions universitaires d'Ancien Régime.
À l'origine destiné aux étudiants pauvres de la faculté de théologie de l'université de Paris (fondée vers 1200), afin de leur donner les moyens de vivre décemment, ce collège devient par la suite une institution universitaire de premier plan, identifié à la Renaissance avec la faculté de théologie (de façon souvent péjorative, avec les « Sorbonagres » de François Rabelais), et plus tard, notamment à partir du XIXe siècle à l'université de Paris tout entière, appelée par métonymie « la Sorbonne ». 
Située rue des Écoles, la Sorbonne, propriété de la ville de Paris, est le siège du rectorat de l'académie de Paris et de la chancellerie des universités de Paris, ainsi que de plusieurs institutions universitaires, notamment la bibliothèque de la Sorbonne.
Sa façade baroque est celle de la chapelle Sainte-Ursule, construite sous le règne de Louis XIII lors des travaux de reconstruction menés par Richelieu, qui était aussi proviseur du collège de Sorbonne. Cette chapelle, déconsacrée depuis la loi de séparation des Églises et de l'État (1905), est aujourd'hui utilisée pour des réceptions ou des expositions. C'est le seul élément subsistant des bâtiments d'Ancien Régime, l'édifice actuel ayant été construit dans les années 1880-1900 sur les plans de l'architecte Henri-Paul Nénot. Cette chapelle est classée au titre des monuments historiques depuis 1887, ainsi que, depuis 1975, le grand amphithéâtre (en) (entre autres salles et salons) et l'ensemble des bâtiments (pour les façades et toitures).
C'est à la Sorbonne qu'a été fondé par Pierre de Coubertin le Comité international olympique, le 23 juin 1894.

## Localisation et usage
La porte de la rue des Écoles est située face à la place Paul-Painlevé et au square Samuel-Paty, au-delà desquels se trouve le musée de Cluny (anciens thermes de Lutèce).
Le bâtiment est longé à l'est par la rue Saint-Jacques, ancien cardo maximus de Lutèce, qui la sépare du lycée Louis-le-Grand (ancien collège de Clermont). 
De l'autre côté, on trouve la rue de la Sorbonne, puis la rue Champollion, rues étroites qui débouchent sur la place de la Sorbonne, où se trouve la librairie Vrin. Un peu plus à l'ouest, c'est le boulevard Saint-Michel (ancienne rue d'Enfer). 
L'actuelle Sorbonne héberge, outre le rectorat de Paris et la chancellerie des universités parisiennes :
- la faculté des lettres de Sorbonne-Université ;
- une partie des activités de l'université Panthéon-Sorbonne ;
- des unités de recherche de l'École pratique des hautes études de l'université Paris Sciences et Lettres (EPHE) ;
- la bibliothèque de la Sorbonne, bibliothèque inter-universitaire (Panthéon-Sorbonne et Sorbonne Nouvelle), rattachée pour sa gestion à l'université Panthéon-Sorbonne.

## Origine du nom
Le nom « Sorbonne » vient du nom usuel de son fondateur, Robert de Sorbon, originaire du village de Sorbon, près de Rethel, dans le diocèse de Reims, donc dans le nord du comté de Champagne (aujourd'hui dans le département des Ardennes). L'étymologie de ce toponyme n'est pas connue.
« Sorbonne » trouve son origine dans les traductions en latin (langue usuelle des universitaires et des lettrés au Moyen Âge) de « Robert de Sorbon », qui étaient diverses en ce qui concerne sa deuxième partie. Selon l'historien Alfred Franklin (1830-1875), on trouve les formules suivantes : « Robertus Sorbonensis, de Sarbona, de Seurbona, de Surbonio, de Sorbonia, de Sorbonio et de Sorbona, forme qui a prévalu », et qui retraduite en français a donné « Sorbonne ».  
En français, on trouve pour le nom du collège : « Robert de Sorbon» (qui était son nom lors de sa création en 1253 ), « collège de Sorbonne », « maison de Sorbonne » et « Sorbonne », la forme qui prévaut à partir de 1257 (année de sa reconnaissance par le pouvoir royal). 
Le prestige de ce collège fait que « Sorbonne » a été ensuite utilisé pour désigner la faculté de théologie, et même l'université de Paris tout entière.

## De la fondation du collège de Sorbonne au début du provisorat de Richelieu (vers 1250-1622)

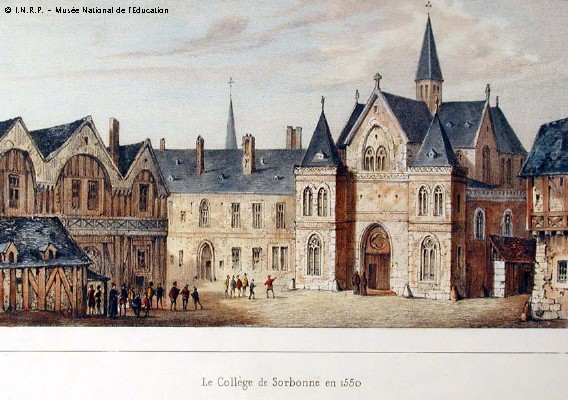
Le collège de Sorbonne au XVIe siècle.

À ses origines, la Sorbonne est un collège pour étudiants en théologie fondé en 1253 au sein de l'Université de Paris par Robert de Sorbon, chapelain et confesseur du roi Saint Louis, ainsi nommé d'après son village de naissance, dans les Ardennes. Comme les autres collèges de l'université, il devait accueillir des pensionnaires pauvres qui y disposaient de bourses, ainsi que des étudiants non pensionnaires. Le collège est ainsi destiné à sa fondation à abriter une vingtaine de personnes. À cet effet, Saint Louis donna quelques maisons de la rue Coupe-Gueule, face à l'hôtel de Cluny, pour y installer les étudiants. Robert de Sorbon, par l'intermédiaire de Guillaume de Chartres achète et échange rapidement l'ensemble des abords de cette rue ; en 1260, la majorité du site actuel est aux mains du collège. Il s'agit alors d'un ensemble épars de bâtiments divers, maisons, granges, etc. disposés dans un jardin. Une grande simplicité du bâti est maintenue à dessein par le fondateur qui instaure une règle de vie pieuse et austère. En dépit des achats et constructions ultérieures, cette relative austérité reste une des caractéristiques du collège. Au début du XVIIe siècle, il se présentait encore comme un ensemble de bâtiments disparates édifiés le long de la rue Coupe-Gueule, désormais appelée rue de la Sorbonne, entre le cloître Saint-Benoît au nord et le collège de Calvi au sud. Il comportait une chapelle construite au XIVe siècle dont la façade donnait sur la rue. Le collège de Sorbonne devint le siège des assemblées de la faculté de théologie de l'université de Paris.

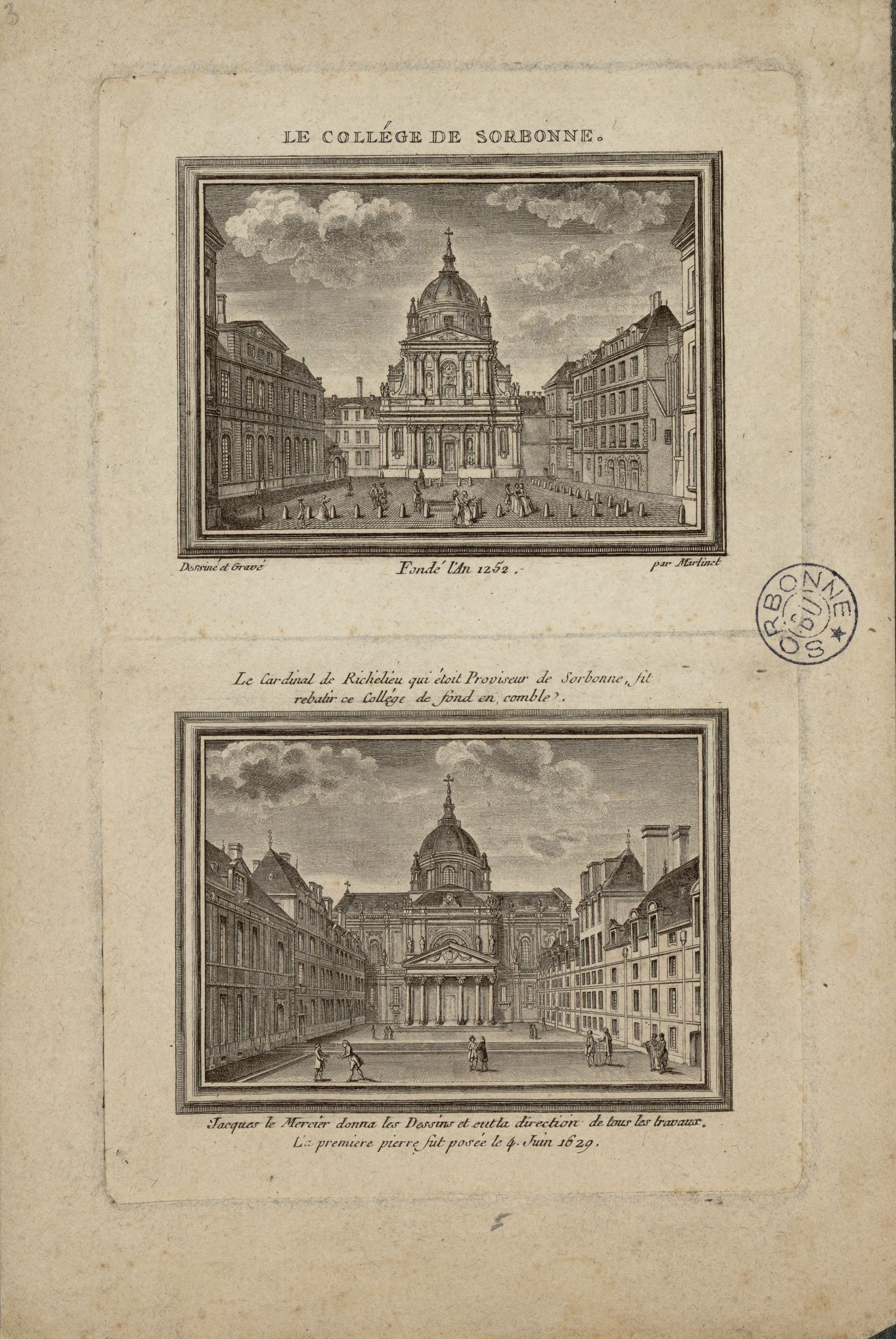
François-Nicolas Martinet, Le collège de Sorbonne, XVIIIe siècle (Bibliothèque interuniversitaire de la Sorbonne, NuBIS).

## Reconstruction des bâtiments sous le provisorat de Richelieu (1622-1642)

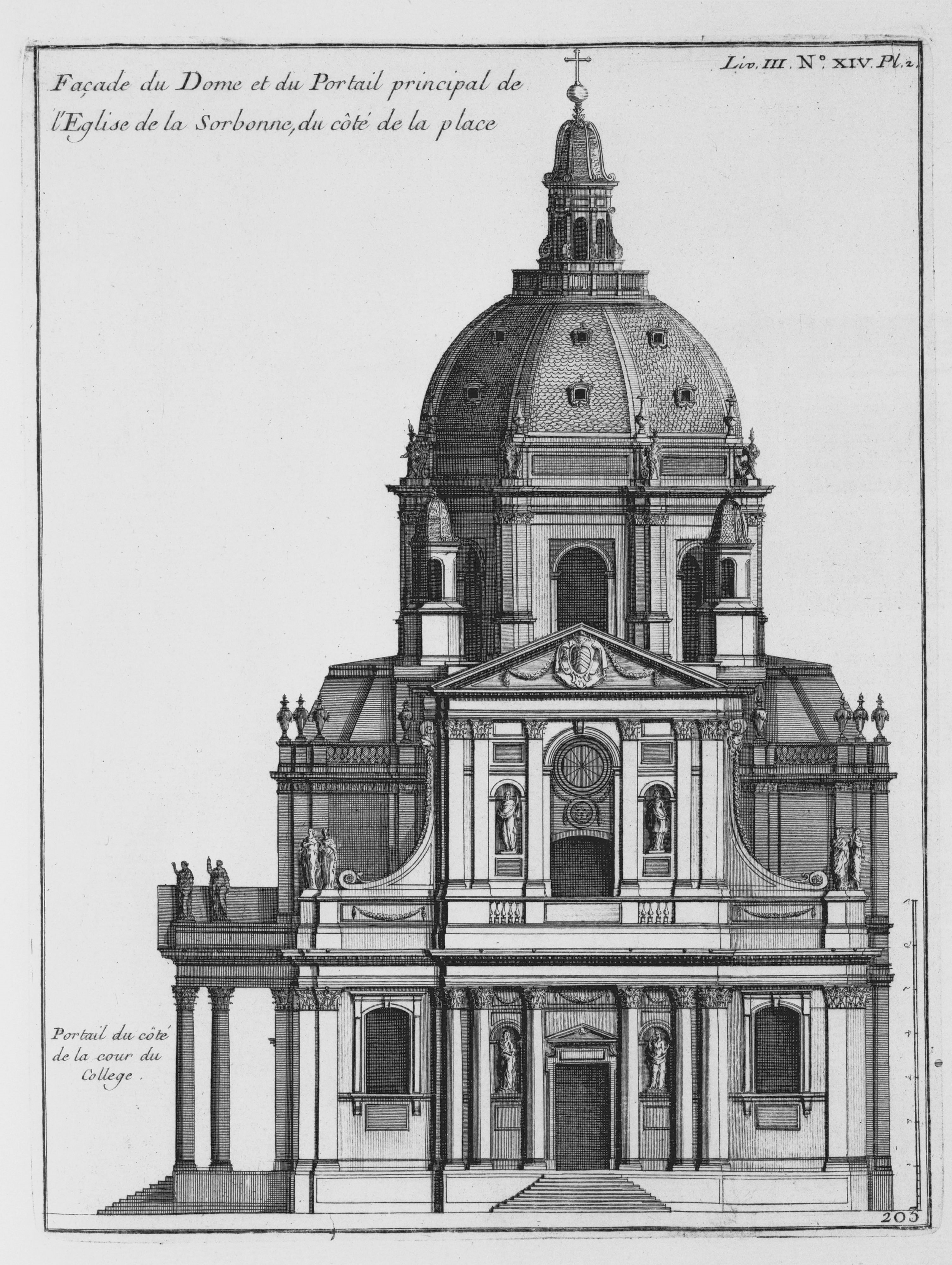
Élévation de la chapelle de Richelieu.

### Le collège en 1622
Le cardinal de Richelieu, évêque de Luçon, élève au collège de Sorbonne en 1606-1607 en devient le proviseur le 29 août 1622 à la suite du décès du cardinal de Harley. Le nouveau proviseur est confronté des bâtiments vétustes, devenus nettement insuffisants et mal commodes au cours des deux derniers siècles. 
Le rôle du collège a en effet évolué : d'un simple hébergement à l'attention d'une vingtaine de pensionnaires, il est devenu le siège d'une importante bibliothèque et un lieu d'enseignement, tandis que l'acquisition de terres et de rentes a permis d'accroître le nombre de pensionnaires. 

### Premier projet et début du chantier
Richelieu, devenu principal ministre de Louis XIII en 1624, lance un vaste programme de rénovation, en commençant par intégrer deux collèges voisins, le collège de Calvy (au sud) et le collège des Dix-Huit. 
Il charge son architecte, Jacques Lemercier, de reconstruire l'ensemble afin de répondre aux exigences et au goût de l'époque. Le premier projet consiste à raser les bâtiments gothiques du collège et du collège de Calvy, sauf la chapelle, qui, modernisée et agrandie, devant servir de séparation entre deux cours de taille égale. 
Les travaux de démolition commencent en 1629. Mais à la suite de la journée des dupes (11 novembre 1630), conforté dans sa situation de premier ministre, Richelieu fait reprendre le projet avec plus d'ambition.

### Travaux selon le second projet (1631-1642)
On abandonne le système des deux cours jumelles au profit d'une seule grande cour s'étendant au nord d'une nouvelle chapelle. Celle-ci prend des proportions monumentales, recouvrant tout l'espace jusque-là occupé par le collège de Calvi. Les travaux de reconstruction commencent en mai 1635 et le gros œuvre est presque achevé à la mort du cardinal en décembre 1642. 

### Après la mort de Richelieu (décembre 1642)
Seule la chapelle, aujourd'hui considérée comme un chef-d'œuvre de Lemercier et de l'architecture classique parisienne reste inachevée. C'est la duchesse d'Aiguillon, Marie-Madeleine de Vignerot de Pontcourlay (1604-1675), héritière et exécutrice testamentaire de Richelieu , qui dirige la fin des travaux. Richelieu lègue une partie de sa bibliothèque et de sa fortune à l'institution.
Le nouveau collège a une superficie double par rapport à l'ancien. Il est doté d'une grande chapelle destinée à recevoir le tombeau du cardinal. 

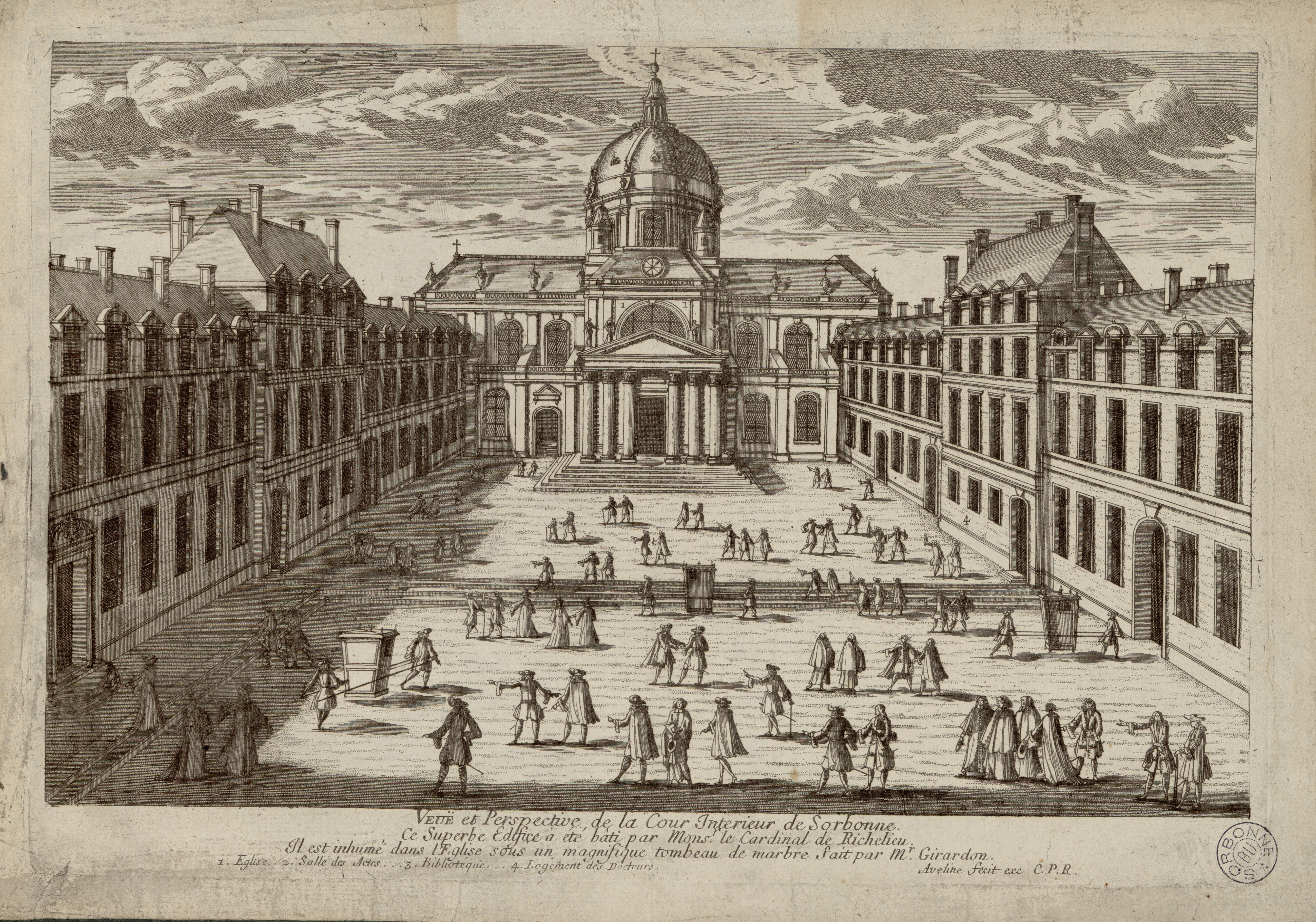
Pierre Aveline, Vue et perspective de la cour intérieur de Sorbonne, XVIIe siècle (Bibliothèque de la Sorbonne).

## Période de la Révolution française
Durant la Révolution française, les bâtiments furent fermés aux étudiants en 1791 et la société sorbonique fut dissoute en même temps que les universités de Paris et de province, en conséquence de la loi Le Chapelier supprimant les corps intermédiaires. La chapelle, désaffectée et transformée en temple de la déesse Raison fut saccagée en décembre 1794, les sépultures furent profanées. Plusieurs projets élaborés pour utiliser les bâtiments du Collège échouèrent. Sous le Consulat, Napoléon Bonaparte transforma le site en ateliers d'artistes, sous la dénomination « Musée des Artistes » (An VIII-1822).

## La Sorbonne auXIXesiècle, siège des facultés des sciences, des lettres et de théologie

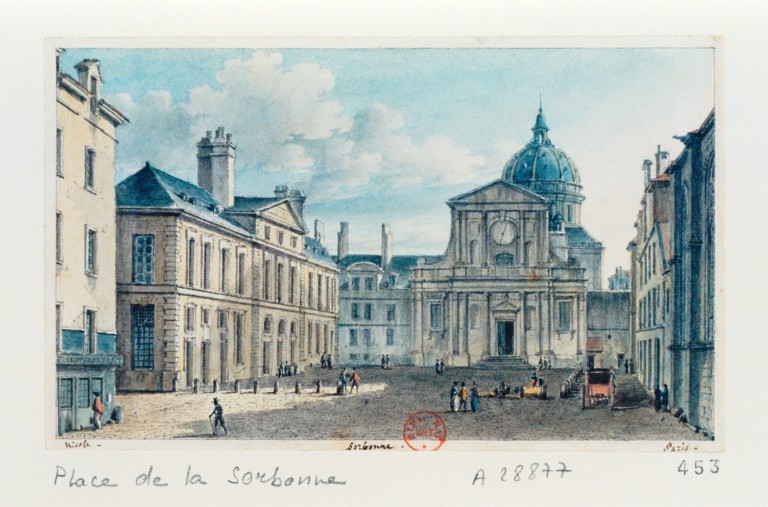
La place de la Sorbonne au début du XIXe siècle.

À partir de 1806, Napoléon réorganisa l'ensemble du système d'enseignement français en créant l'Université impériale. Elle regroupait tous les niveaux d'enseignement et comportait à ses niveaux les plus élevés les écoles spéciales et des facultés de cinq types : Faculté des sciences, Faculté des lettres, Faculté de théologie, Faculté de droit et Faculté de médecine. Les deux dernières retrouvèrent leurs locaux d'Ancien Régime, place du Panthéon et rue de l'école de Médecine, tandis que les trois autres s'installent dans les bâtiments de l'ancien collège du Plessis, puis en 1821 dans l'ancienne Sorbonne de Richelieu. Le bâtiment devenait en outre le siège du rectorat de l'Académie de Paris.

Ernest Munier-Chalmas, L'ancienne Sorbonne : les jardins, 1893 (Bibliothèque interuniversitaire de la Sorbonne, NuBIS).

L’orgue de la Chapelle fut commandé à Pierre François Dallery (1764-1833) à l’issue de la restauration de la chapelle funéraire de Richelieu en 1825 et exécuté à partir d’éléments assez hétéroclites par Louis Paul Dallery (1797-1875), fils de Pierre François. Inauguré le 10 juillet 1825, l’instrument fut utilisé pour les auditions données sous la Restauration par Alexandre Choron dès juillet 1825 avec le concours des élèves de l’Institution Royale de Musique Religieuse. Après la réouverture de la chapelle en 1852, à l’époque de Napoléon III, le nouveau maître de chapelle, Félix Clément, expert officiel pour les orgues, fit procéder à la remise en état de l’instrument par Louis Paul Dallery lui-même. Félix Clément démissionna en 1859, et l’orgue fut dès lors réduit au silence. Son accès fut rendu plus délicat par la suppression en 1885 de l’escalier d’accès direct à la tribune, extérieur à la chapelle.
À la Restauration, le duc de Richelieu, premier ministre de Louis XVIII, voulut honorer la mémoire du cardinal en rendant tout son lustre à la Sorbonne. Il y fit construire un amphithéâtre de 1 200 places. Malgré ces aménagements, les vieux bâtiments du XVIIe siècle, abandonnés pendant les dix ans de la Révolution, s'étaient beaucoup dégradés. La concentration sur ce seul collège des étudiants en lettre, science et théologie de toute l'académie de Paris posa rapidement des problèmes d'exiguïté. La rénovation du complexe devenait une urgence qui traversa tout le XIXe siècle. Sous le Second Empire, on confia à Léon Vaudoyer le projet. Il conçut un palais avec une grande façade rue Saint-Jacques et une tour d'astronomie. La première pierre fut posée en 1855 mais le projet n'aboutit pas.

Ernest Munier-Chalmas, L'ancienne Sorbonne : le grand amphithéâtre Nicolle, 1893 (Bibliothèque interuniversitaire de la Sorbonne, NuBIS).

Ernest Munier-Chalmas, L'ancienne Sorbonne : vue des toits, le périmètre de la nouvelle Sorbonne (Bibliothèque interuniversitaire de la Sorbonne, NuBIS).

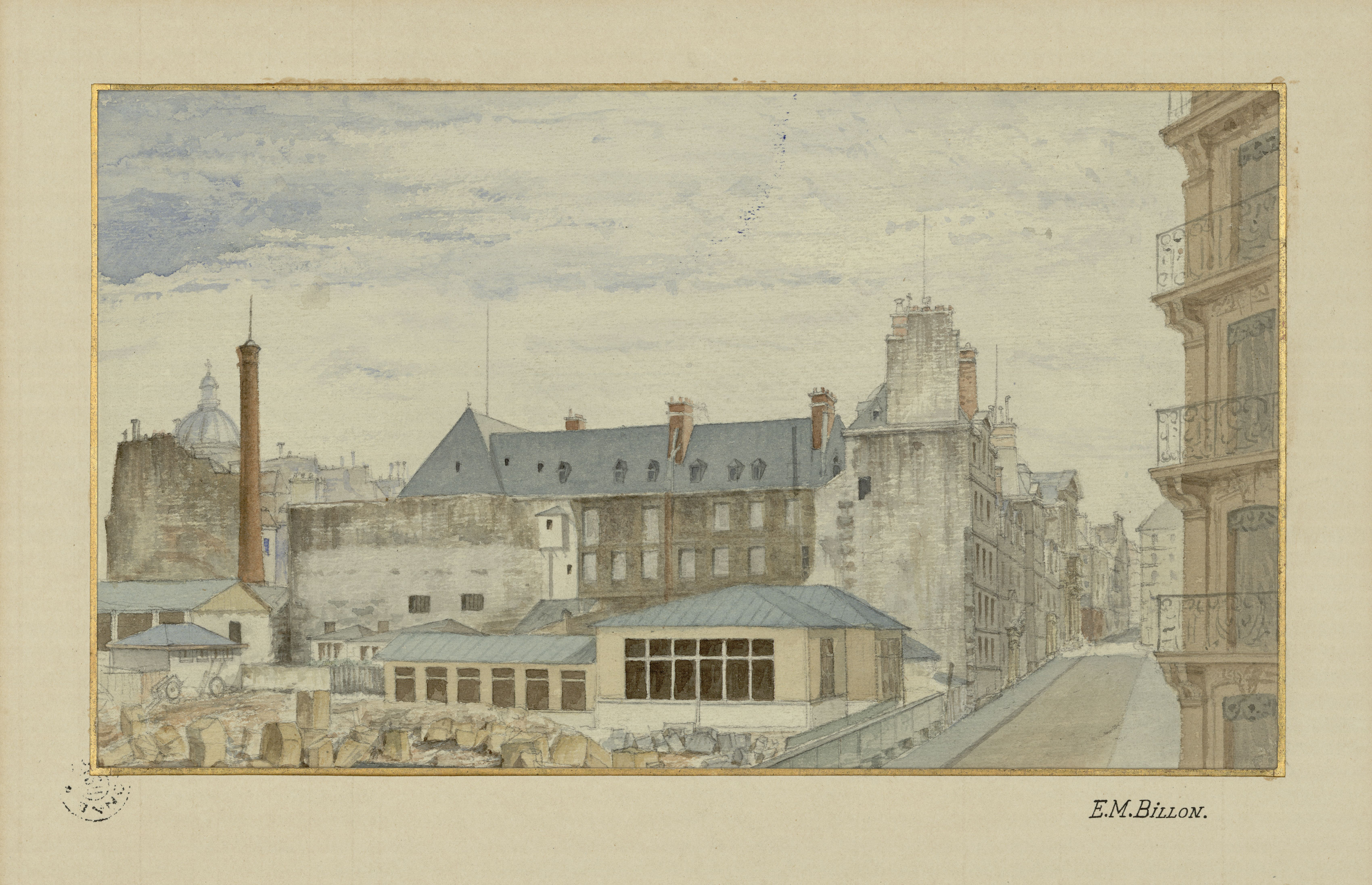
Étienne-Marie Billon, aquarelle représentant la démolition des bâtiments situés au nord de l'ancien collège de Sorbonne, au coin des actuelles rues de la Sorbonne et des Écoles (Bibliothèque interuniversitaire de la Sorbonne, NuBIS).

La création de l'École pratique des hautes études mit encore plus en évidence les problèmes d’exiguïté des lieux. Les nouveaux laboratoires d'enseignement et de recherche de la faculté des sciences, financés par l'École pratique, durent être installés dans des appartements de la rue Saint-Jacques.

## Reconstruction de la fin duXIXesiècle

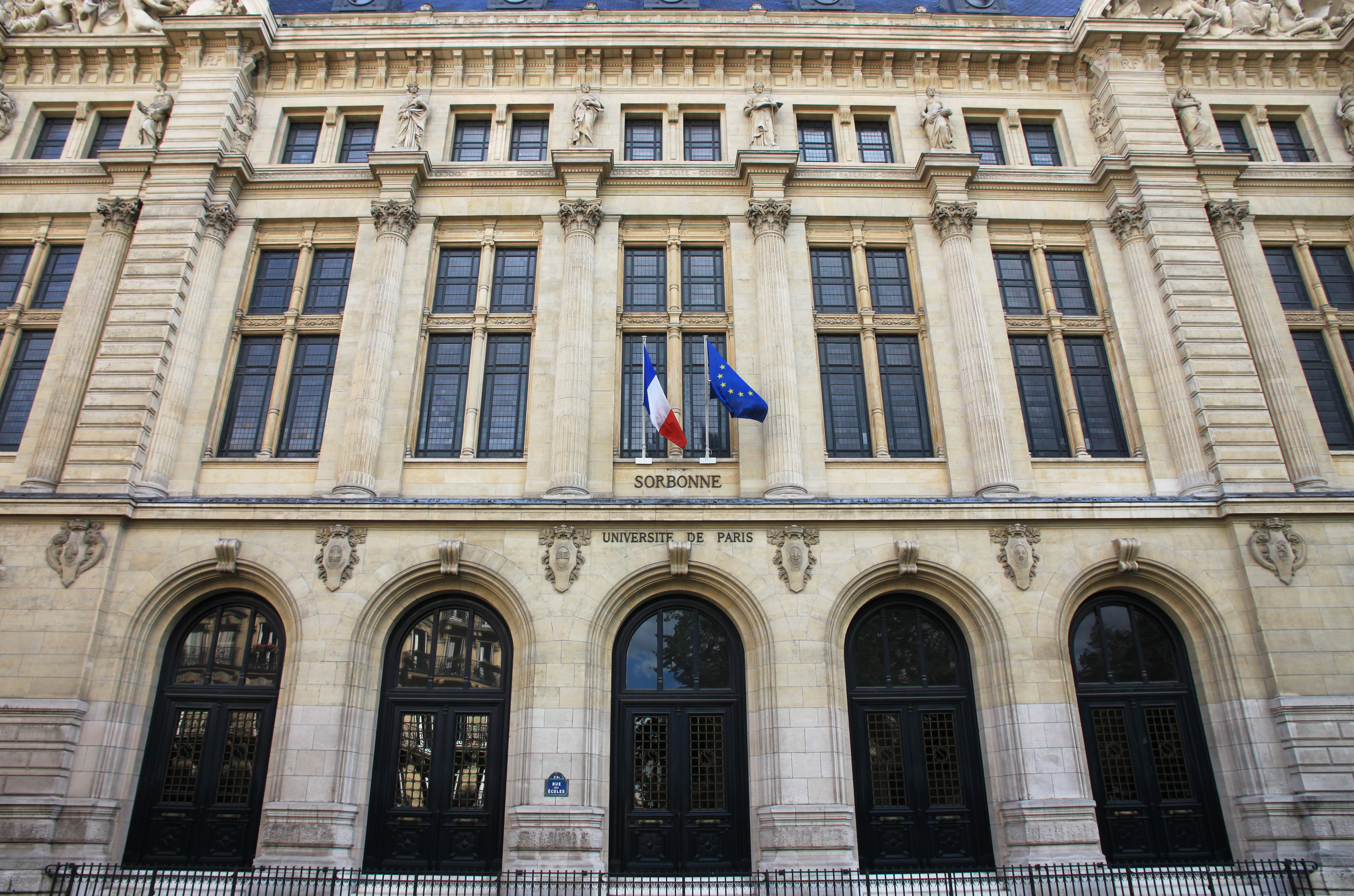
La nouvelle Sorbonne de Nénot, entrée principale, rue des Écoles.

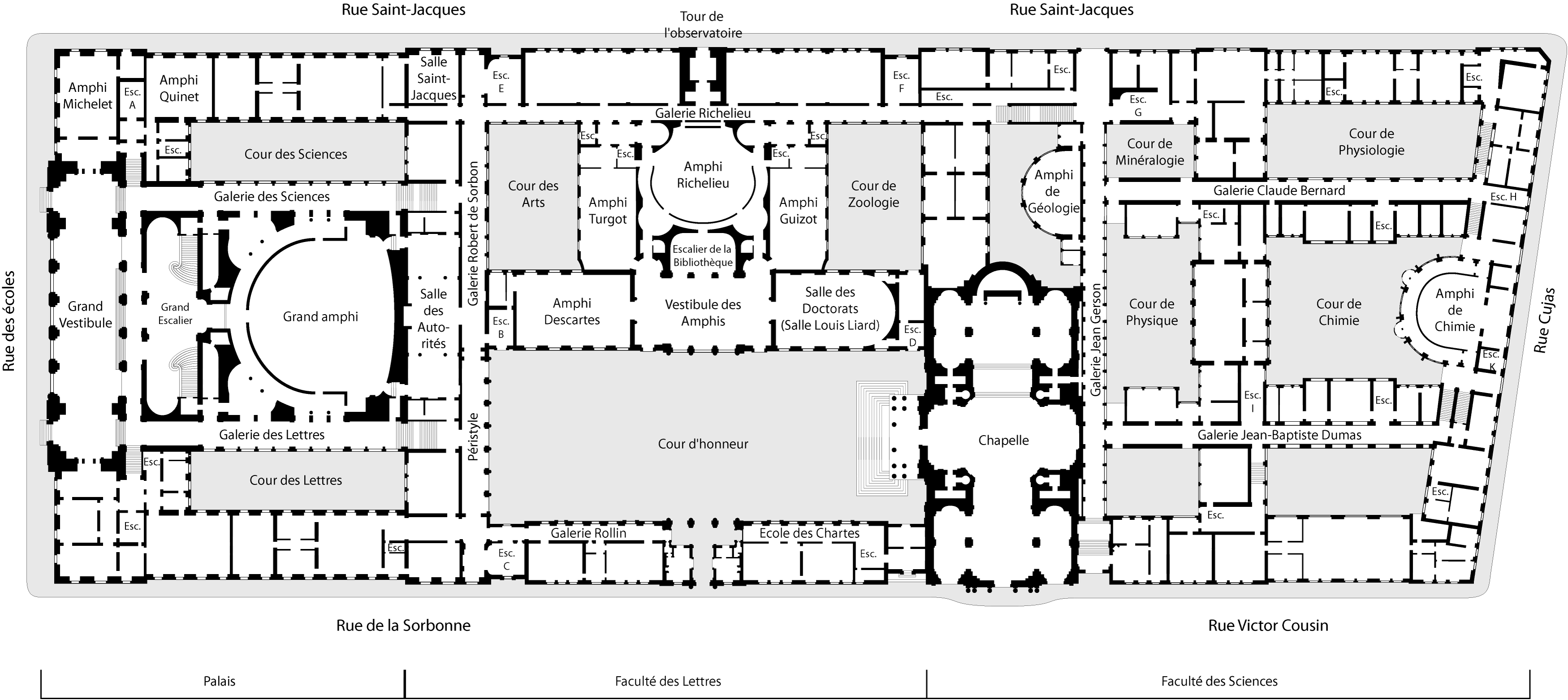
Plan de la nouvelle Sorbonne, d'après Henri-Paul Nénot.

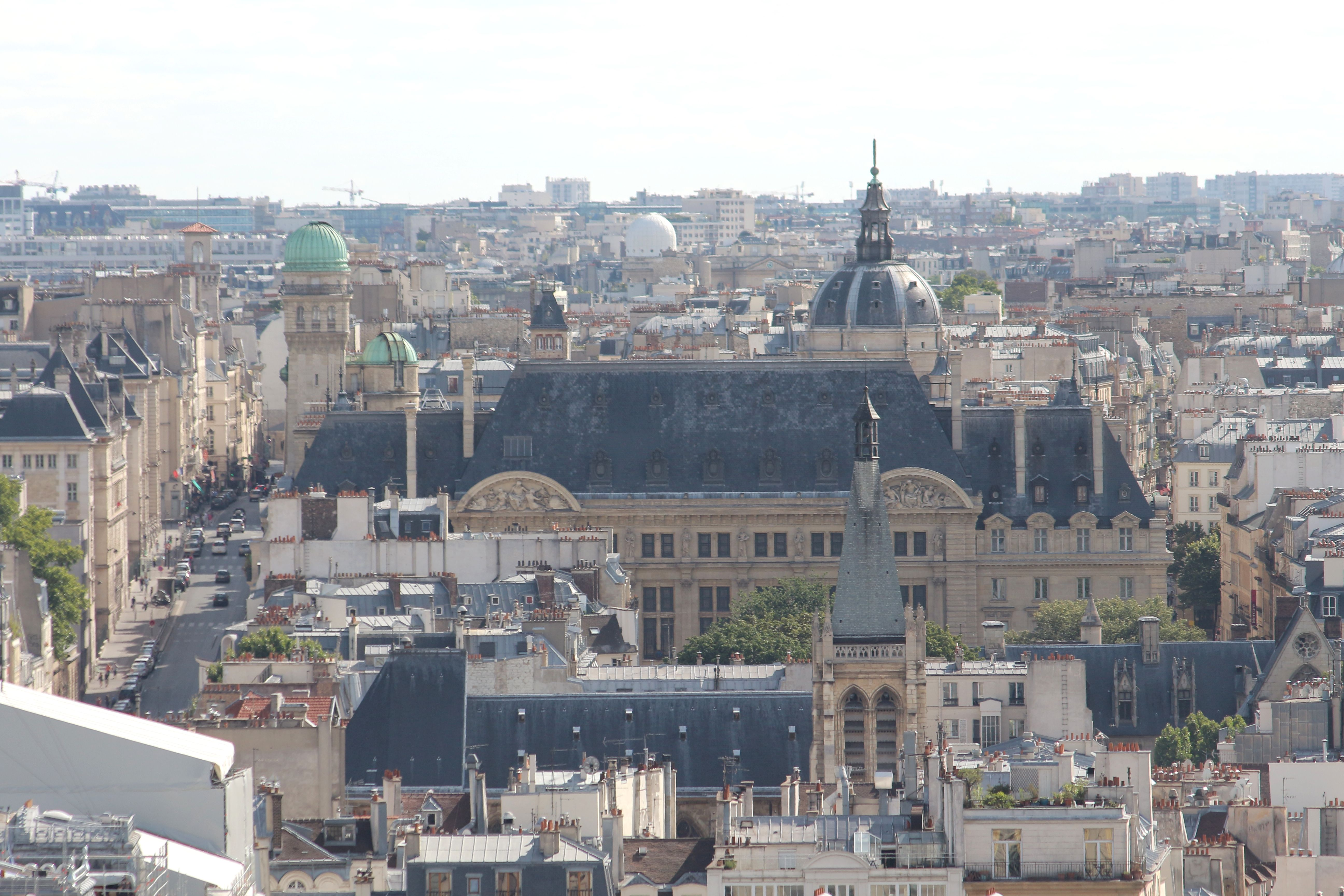
Vue du côté nord, depuis la tour Saint-Jacques.

Ernest Munier-Chalmas, Porche d'entrée de l'ancienne Sorbonne avec l'avis de démolition, 1893 (Bibliothèque interuniversitaire de la Sorbonne, NuBIS).

Ernest Munier-Chalmas, Amphithéâtre provisoire dans l'ancienne cour d'honneur de la Sorbonne, 1893 (Bibliothèque interuniversitaire de la Sorbonne, NuBIS).

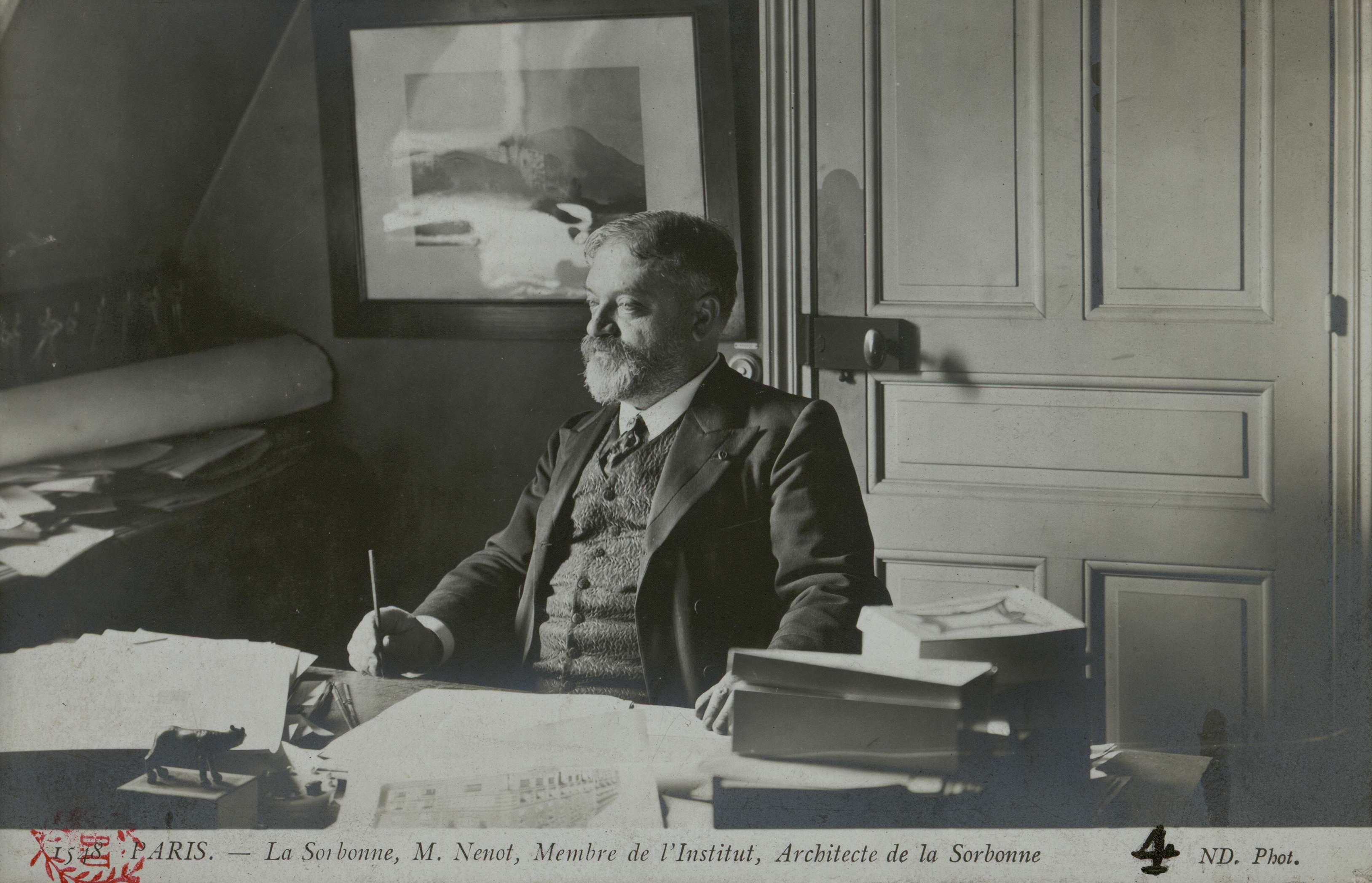
Carte postale d'Henri-Paul Nénot, membre de l'Institut, architecte de la Sorbonne (Bibliothèque interuniversitaire de la Sorbonne, NuBIS).

### Le projet de Henri-Paul Nénot
Un nouveau concours d'architecte, présidé par Charles Garnier, fut ouvert dans les années 1880 et remporté par l'élève de Charles Garnier Henri-Paul Nénot. Il reprenait l'idée de Léon Vaudoyer de construire non plus un collège mais un véritable palais des sciences et des lettres. Refusant les tentations néogothiques qu'on voyait s'épanouir en Grande-Bretagne ou en Belgique pour les nouveaux collèges de Cambridge ou l'université de Gand, il livra un très bel exemple du classicisme haussmannien. Nénot déclara : « L'université ne peut se passer de la tradition de l'architecture latine et a besoin de proportions et de règles dans ses bâtiments. ».
Malgré quelques protestations, la démolition des bâtiments, chapelle exceptée, dura dix ans, de 1884 à 1894, tandis que la première pierre du nouvel édifice était posée en 1885. Le président Sadi Carnot put inaugurer la première partie du complexe, au nord, en 1889, pour le centenaire de la Révolution française. L'ensemble des travaux ne fut achevé qu'en 1901.
Le projet de Paul Nénot était à la fois simple et grandiose. La surface à lotir avait été étendue à un vaste îlot tout en longueur compris entre les rues Saint-Jacques, Cujas, des Écoles et de la Sorbonne. Le terrain présentait une forte déclivité, s'élevant de façon importante au sud, suivant les pentes de la Montagne Sainte-Geneviève. La chapelle, devenue monument historique et occupant une surface importante au centre du site, devait être conservée. Ce n'était donc pas un ensemble facile à mettre en valeur. Nénot y délimita trois ensembles qui permettent véritablement de considérer son bâtiment comme un complexe regroupant plusieurs monuments, séparés par des rues intérieures transversales, les galeries Robert de Sorbon et Jean de Gerson.
- au nord, sur la rue des Écoles, il créa un vaste palais académique, destiné à recevoir l'administration du rectorat, la chancellerie de l'université et les secrétariats des deux facultés qui devaient occuper le site ;

- au sud, un ensemble d'ailes assez basses, organisées autour de cours nombreuses et aménageables, destiné à accueillir les laboratoires de la faculté des sciences. Chaque département y disposait de locaux spécialement adaptés à sa discipline ;
- entre les deux, un ensemble généraliste autour d'une cour d'honneur, regroupant de vastes salles, de grands amphithéâtres et une bibliothèque centrale, apte à accueillir toutes sortes d'enseignements, mais en particulier ceux de la faculté des lettres.

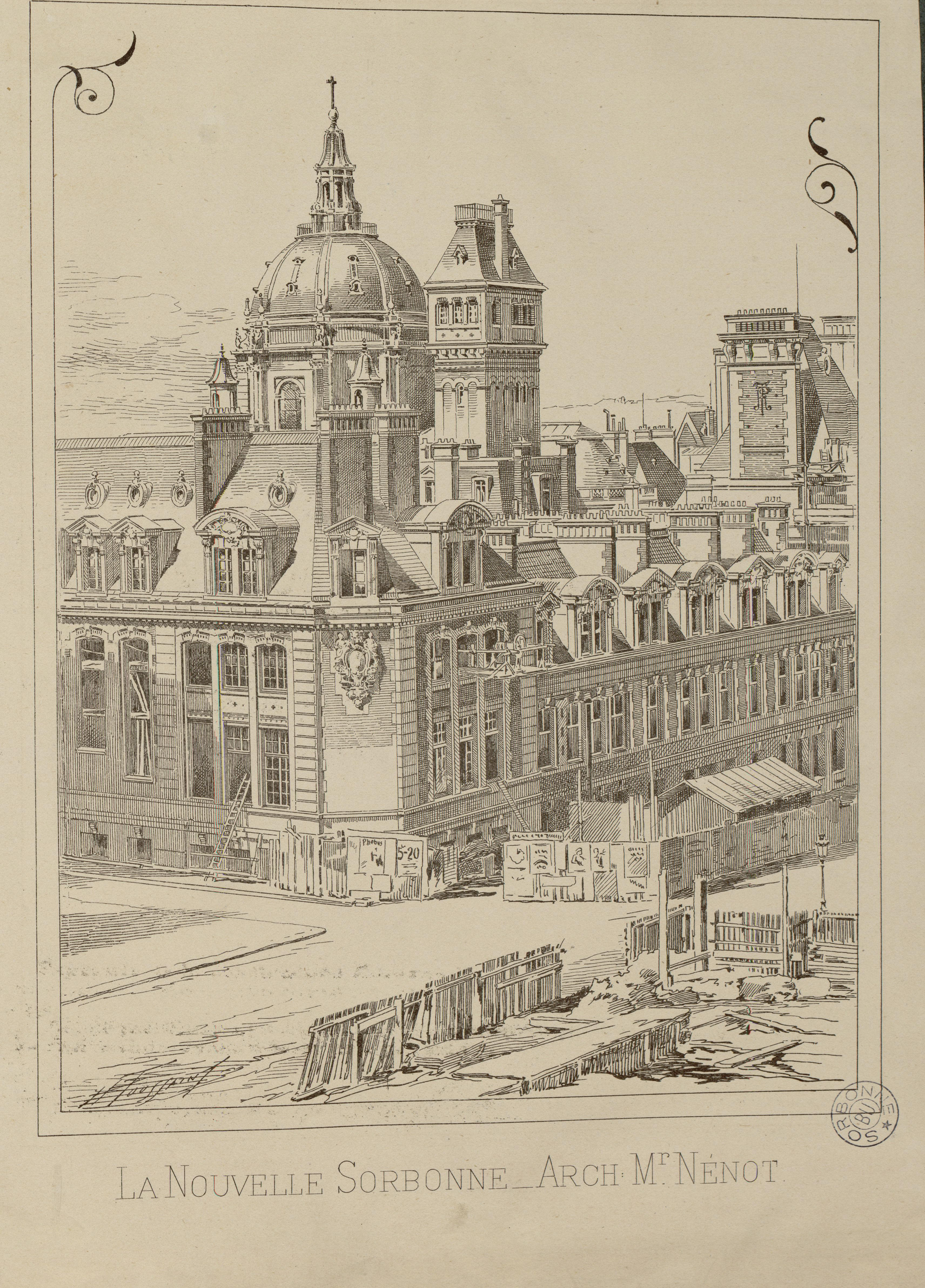
Claude-Jacques Toussaint, La nouvelle Sorbonne - arch : M. Nénot, 1894 (Bibliothèque interuniversitaire de la Sorbonne, NuBIS).

Les espaces initialement prévus pour la faculté de théologie, supprimée en 1885, furent attribués à l'École nationale des chartes, qui devenait ainsi la deuxième école spéciale après l'École pratique des hautes études à s'installer dans le complexe de la Sorbonne.
En 1896, une loi regroupa les facultés de droit, lettres, médecine et sciences d'une même académie en une personne morale, l'université. La Sorbonne, déjà siège du rectorat de Paris, devenait par là le siège de la nouvelle université de Paris. Le recteur de l'académie de Paris cumula dès lors sa charge avec celle de président du conseil de l'université de Paris, augmentant notablement ses besoins en place et en personnel dans le bâtiment. De la même façon, l'augmentation rapide du nombre d'étudiants, imposa la construction d'annexes autour du bâtiment : Institut de géographie, Institut d'Art et d'Archéologie. D'abord modestes, ces annexes devinrent après la Seconde Guerre mondiale, de gigantesques complexes rivalisant en taille avec la maison mère, à l'image du campus de Jussieu, de celui de Nanterre, etc..

### Le Palais

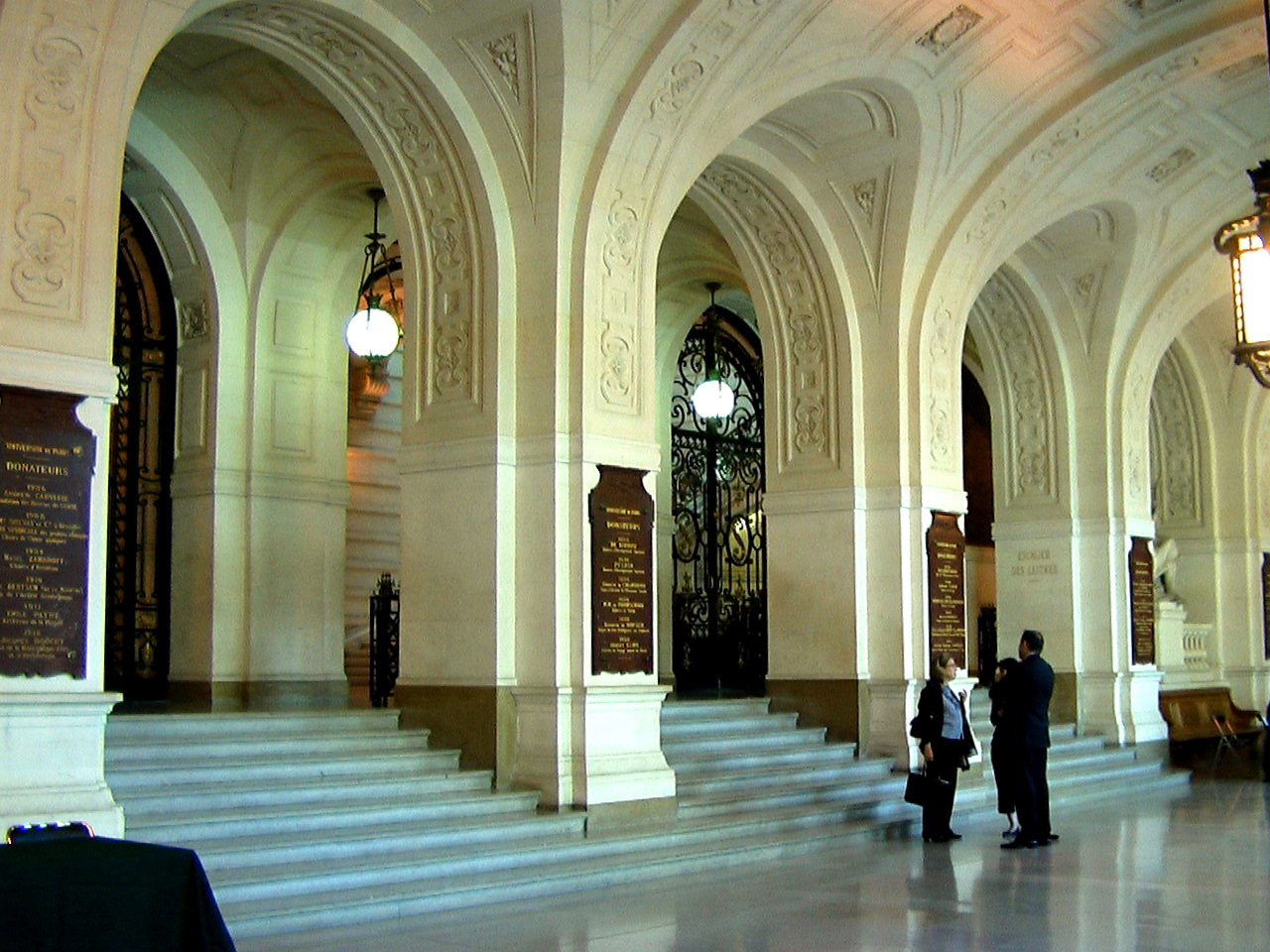
Le grand vestibule, sur la rue des Écoles.

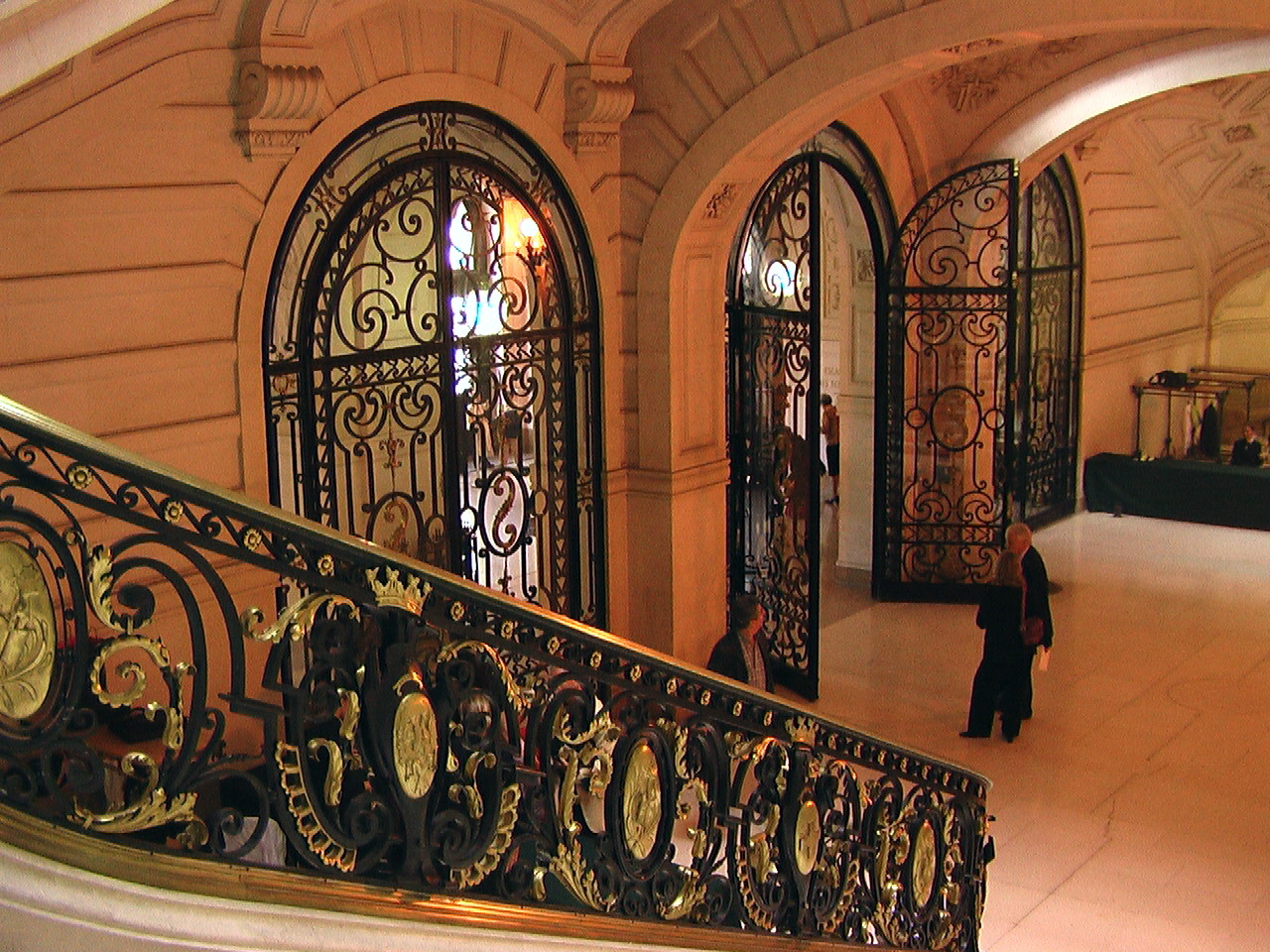
L'escalier d'honneur vers le vestibule.

Chaque ensemble était construit selon un thème architectural. Le palais, au Nord, était ainsi la seule partie entièrement conçue dans des matériaux nobles, affichant sur les rues comme dans les cours un appareil de pierre de taille sommé de grands toits pentus d'ardoise. Sa façade principale, sur la rue des Écoles, au nord, était édifiée dans un style néo-Renaissance des plus grandiloquents. Au premier étage, d'immenses fenêtres à meneaux de pierre marquaient ainsi cette inspiration. À l'intérieur, un grand vestibule de pierre claire décoré de reliefs et de statues s'ouvrait sur un monumental escalier à double révolution desservant un grand amphithéâtre plus proche d'une salle de spectacles que d'une salle de cours. Il était décoré dans des tons de vert, couleur traditionnellement attachée au savoir et très présente dans le bâtiment. Son mur de scène fut confié au peintre Puvis de Chavannes, qui y figura le bois sacré de la connaissance. L'escalier menait à un palier à éclairage zénithal largement ouvert sur le rez-de-chaussée, faisant ainsi office de puits de lumière. Un vaste péristyle en dessinait les contours et soutenait une verrière dont le médaillon central figurait les armoiries de la ville de Paris en vitrail. Au-dessus du vestibule, depuis le palier, on accédait à une enfilade de salons ouvrant sur la rue et destinés à accueillir les cérémonies de l'université et du rectorat. Cette partie, particulièrement prestigieuse, regorgeait de peintures murales évoquant les grands moments de l'université de Paris, de la concession de Saint-Louis à l'inauguration de la nouvelle Sorbonne.

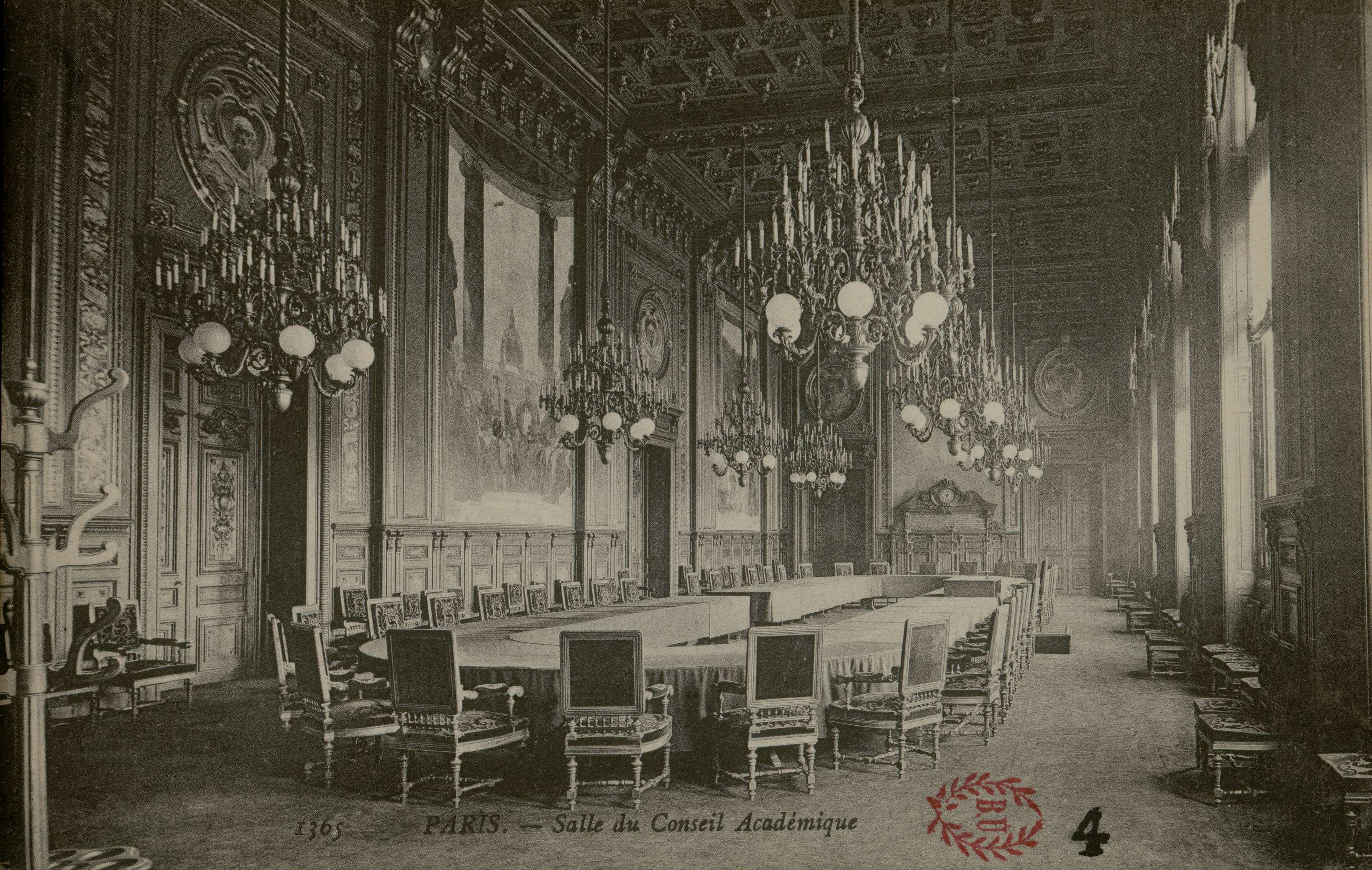
La salle du Conseil académique en Sorbonne (Bibliothèque interuniversitaire de la Sorbonne, NuBIS).

Au rez-de-chaussée, le vestibule s'ouvrait à ses extrémités sur deux galeries, les amphithéâtres Michelet et Quinet à l'est et les bureaux du rectorat à l'ouest. Les deux galeries, bordées d'arcades de pierre de taille garnies de boiseries et de peintures figurant les principales villes de l'histoire universelles, longeaient le grand amphithéâtre et aboutissaient, après une volée de marches, à la galerie Robert de Sorbon. Elles étaient longées vers l'extérieur de l'îlot par deux cours éclairant les secrétariats des deux facultés résidentes. L'ensemble possédait une grande lisibilité puisque toute la partie ouest, rectorat excepté était dévolue à l'administration de la faculté des lettres, tandis qu'en symétrique, toute la partie était dévolue à l'administration de la faculté des sciences. Au niveau de la galerie Robert de Sorbon, entre les galeries des sciences et des lettres, se trouve la salle des Autorités, communiquant avec la scène du grand amphi. Décorée d'allégories des sciences peintes par Clémentine-Hélène Dufau dans les styles pointilliste et fauve, elle était le lieu de préparation et de repos des personnalités appelées à intervenir dans le grand amphi et servait de coulisses pour les représentations qui s'y déroulaient.

### La faculté des lettres

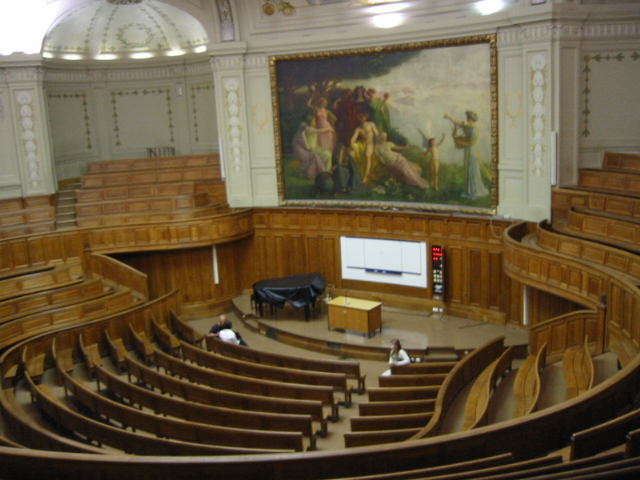
L'amphithéâtre Richelieu, au cœur de la nouvelle Sorbonne de Nénot.

La partie centrale du bâtiment fut ensuite construite. La cour d'honneur avait été conçue de manière à évoquer une architecture Louis XIII et à ne pas trancher avec la chapelle qui en occupait le bord méridional. Elle était bordée au nord par un auvent à colonnes ouvert dans le rez-de-chaussée du bâtiment. Elle s'ouvrait sur la rue à l'ouest par une porte cochère et sur le hall des amphis à l'est. Celui-ci était une réplique plus modeste du grand vestibule du palais. Il s'ouvrait sur un escalier menant à la bibliothèque et sur cinq salles de cours : les amphithéâtres Descartes, Guizot, Turgot et Richelieu, ainsi que sur la salle Louis Liard, anciennement salle des doctorats. Les trois premiers étaient des salles rectangulaires à gradins, ornés de boiseries basses et d'une peinture au-dessus de l'estrade. Derrière chaque estrade se trouvait un bureau pour que le professeur puisse recevoir ses étudiants. L'amphithéâtre Richelieu était de conception très différente, puisqu'il était rond. Là encore, boiseries et peinture en décoraient les murs. Autre spécificité, ces derniers étaient vert pomme et ornés sur toute leur hauteur de motifs floraux. La salle Louis Liard, enfin, était une salle prestigieuse destinée aux soutenances de doctorat et aux réunions académiques. Son décor était néo-rococo et un grand portrait du cardinal de Richelieu trônait au-dessus de l'estrade. À l'arrière, ici encore, on trouvait une petite salle destinée à la délibération des jurys de doctorat.

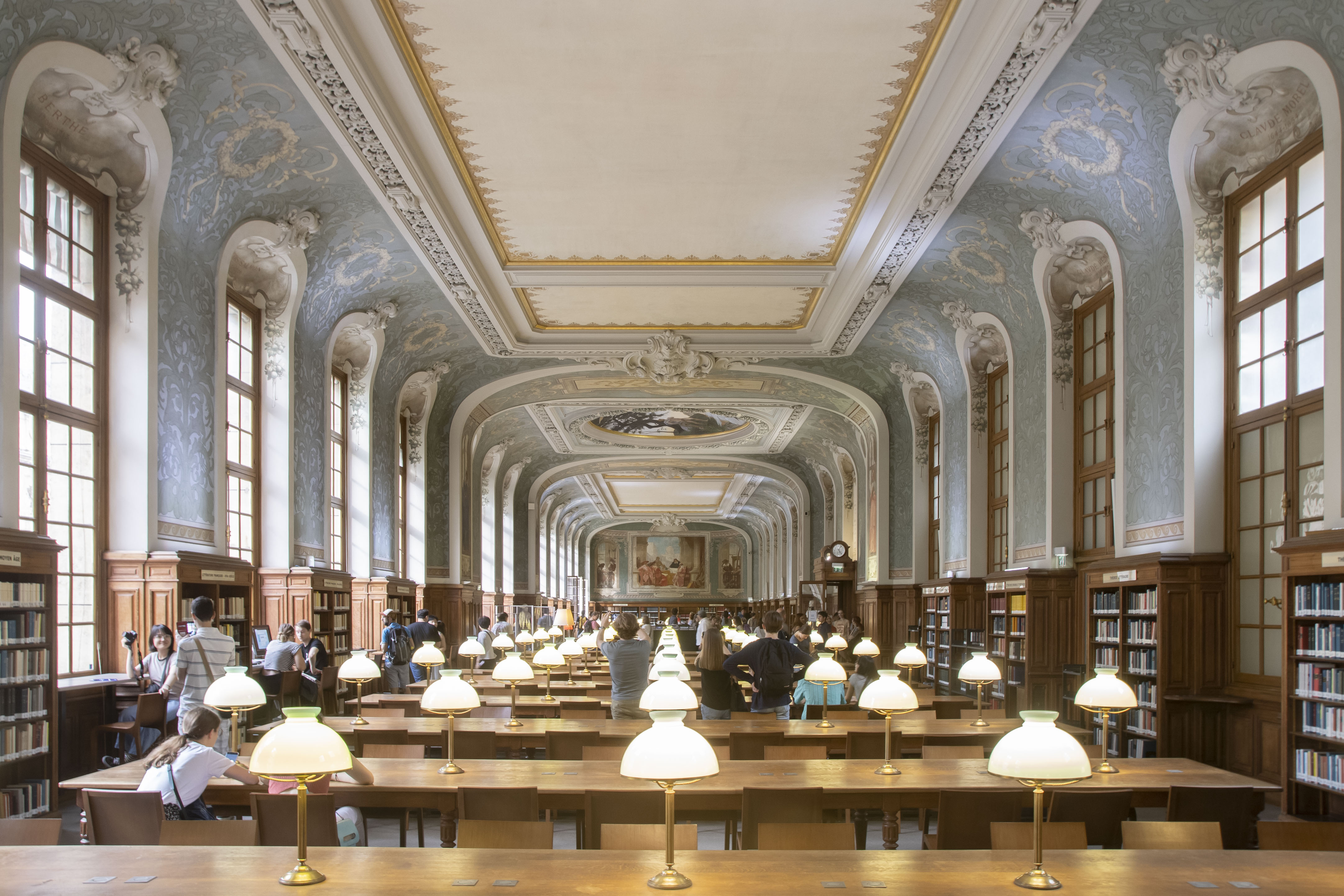
Salle de lecture de la bibliothèque.

À l'étage, sur toute la longueur de la cour, s'étendait la vaste bibliothèque de la Sorbonne Afin de ne pas réduire la luminosité en obstruant une partie des fenêtres avec des rayonnages, elle fut dès le début une bibliothèque avec peu de livres en libre accès. De part et d'autre de l'entrée, où se situaient le guichet et les catalogues, s'organisaient deux espaces de lecture : les lettres au nord et les sciences au sud. Le long vaisseau était décoré de deux scènes historiques à ses extrémités et les murs étaient recouverts de toiles marouflées aux grands motifs Art nouveau dans des tons vert-d'eau. Un système de ventilation très novateur était ménagé dans les frises en fonte du plafond et permettait de chauffer la salle en hiver. Sur les cours intérieures, au-dessus des amphithéâtres Turgot et Guizot, s'élevaient cinq puis huit étages de magasins. Des salles séparées, pour les professeurs et pour accueillir la bibliothèque de Victor Cousin, jouxtaient la grande salle. Au même niveau que la bibliothèque, sur la rue Saint-Jacques se situaient les deux musées de l'université, celui de minéralogie et celui de (aide bienvenue), qui complétaient ces archives du savoir.

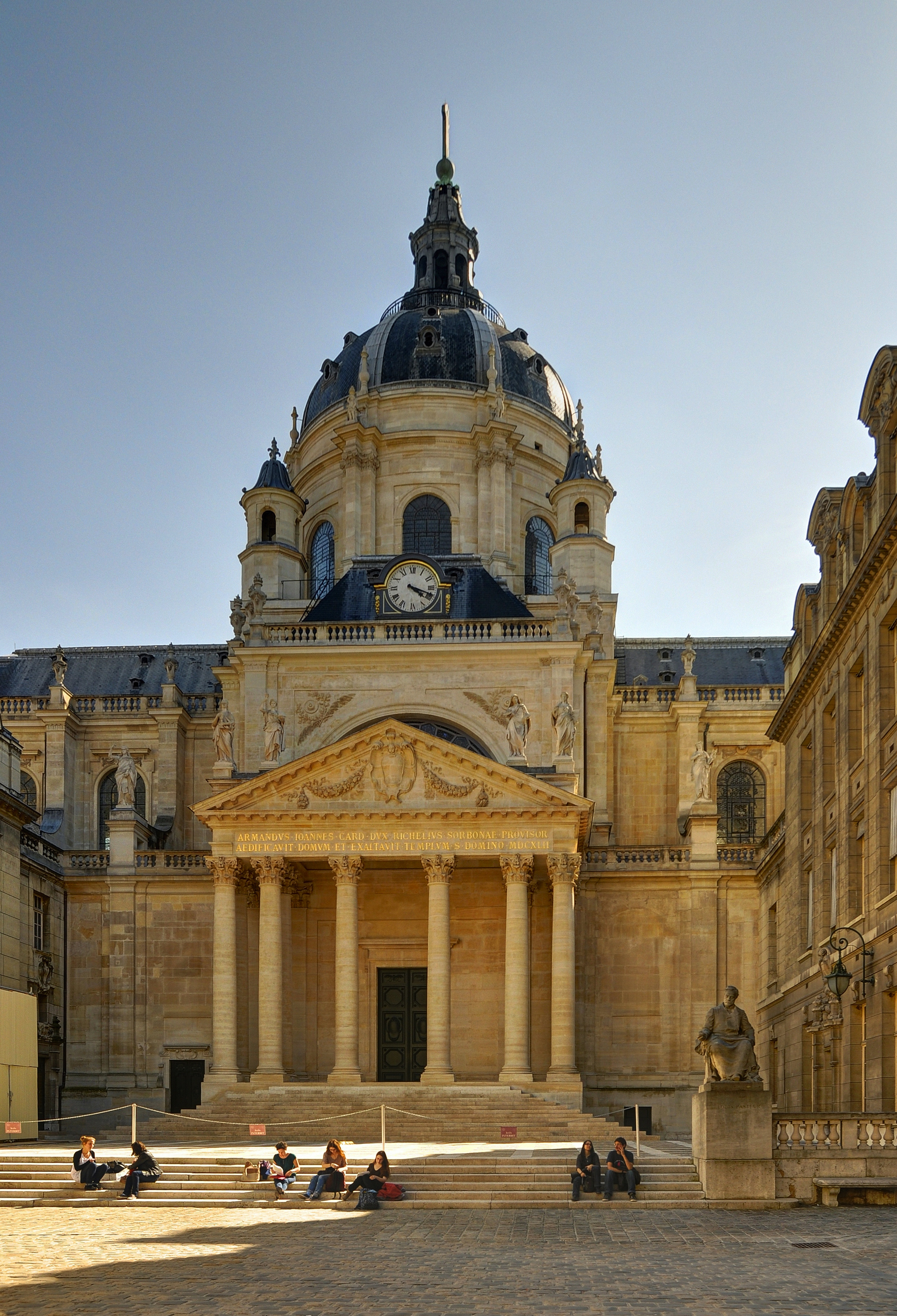
Entrée de la chapelle depuis la cour d'honneur de la Sorbonne.

Cette partie du bâtiment était la plus récente et on pouvait y constater un changement dans le goût dominant : le décor y faisait une plus large part au bois et aux toiles peintes. L'influence du style Art nouveau était palpable. Les escaliers de cette partie centrale du bâtiment étaient ainsi décorés des mêmes toiles peintes aux délicats motifs vert-d'eau que la bibliothèque, bien qu'elles aient été par la suite recouvertes d'un badigeon beige. Le contraste était donc saisissant avec la décoration du palais, juste à côté, décoré dans le style triomphant et propagandiste si cher aux débuts de la troisième république. Le long des rues extérieures, s'échelonnaient quatre étages de salles de cours. Sur la rue Saint-Jacques, se trouvait une tour à deux coupoles destinée à accueillir l'observatoire de la Sorbonne. Par souci d'économie, seules les façades sur les rues et la cour d'honneur furent ici réalisées en pierre de taille; les ailes donnant sur les cours intérieures étaient en brique.

### La faculté des Sciences

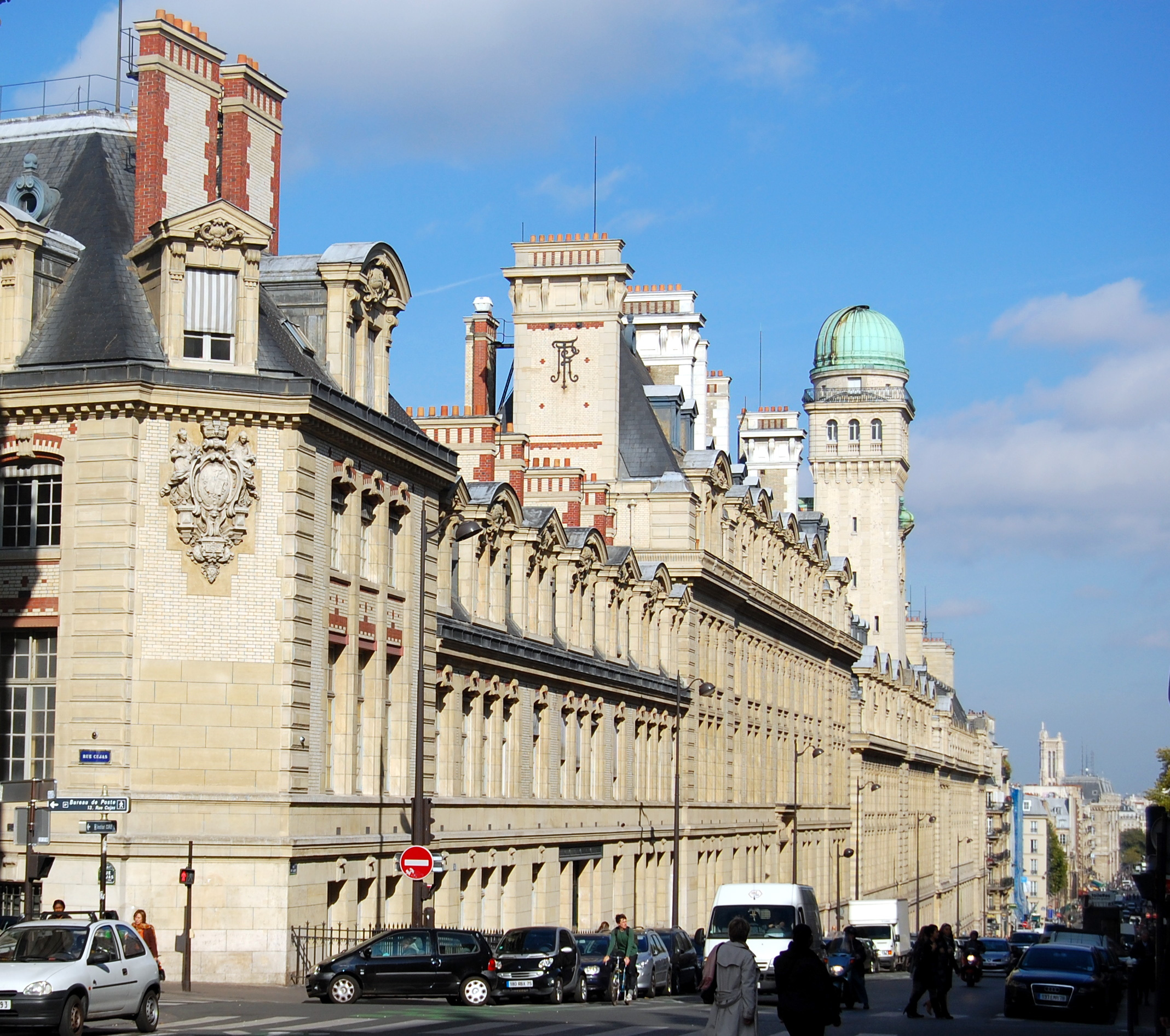
Les bâtiments de la faculté des sciences, avec leur appareil de pierre et de brique, depuis l'école de droit de Paris.

Cet ensemble était traversé sur toute sa longueur par la galerie Richelieu, qui s'achevait au sud par une nouvelle volée de marches destinées à compenser la pente de la montagne. Au sud s'étendaient les bâtiments de la faculté des sciences, avec seulement deux à trois étages en moyenne et réalisés dans un style industriel mêlant appareil de briques et auvents métalliques. Cette section du bâtiment comportait surtout des laboratoires et des bureaux mais aussi quelques beaux amphithéâtres : ceux de chimie et de géologie, notamment au niveau de l'entrée. Il s'agissait de deux amphithéâtres ronds en boiseries, et dont le haut de l'estrade était peint de paysages dans un style néo-impressionniste. Ce sont actuellement les amphithéâtres Bachelard et Oury (dit de gestion).
Marie Curie est chargée du cours le 1er mai 1906 en remplacement de son mari Pierre, devenant la première femme professeur à la Sorbonne. Sa leçon inaugurale a lieu le 5 novembre 1906 dans l’amphithéâtre de physique de la faculté des sciences, où se pressent journalistes, artistes, personnalités politiques et femmes du monde. Le Journal salue l'événement en ces termes :

« c'est […] une grande victoire féministe que nous célébrons en ce jour. Car, si la femme est admise à donner l'enseignement supérieur aux étudiants des deux sexes, où sera désormais la prétendue supériorité de l'homme mâle ? En vérité, je vous le dis : le temps est proche où les femmes deviendront des êtres humains. »

## La Sorbonne après mai 1968 et l'éclatement de l'université de Paris

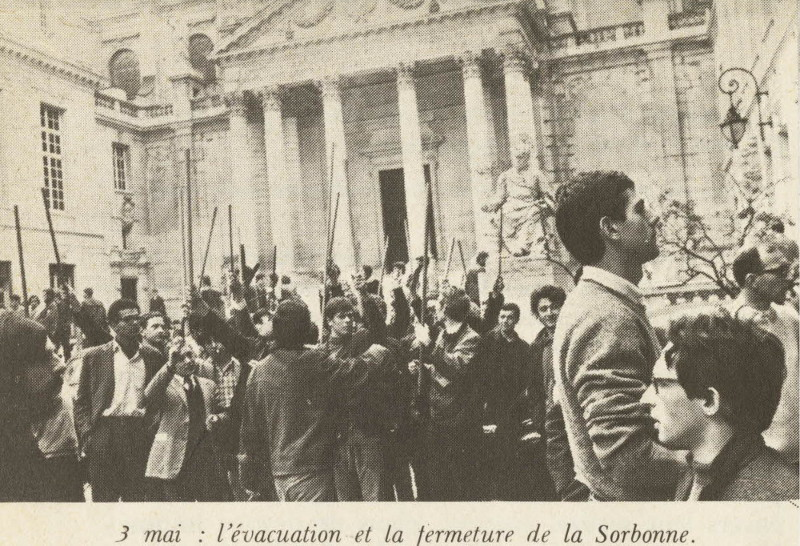
Étudiants dans la cour de la Sorbonne en mai 1968.

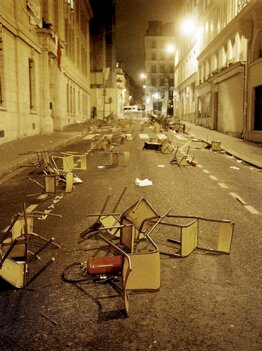
Rue de la Sorbonne, 11 mars 2006 au matin.

En mai 1968, la Sorbonne est le bastion des manifestations étudiantes, ayant débuté avec le mouvement du 22-Mars à la faculté de Nanterre, qui aboutirent en un ample mouvement contestataire dans toute la France. La première émeute de mai 1968 se déclenche à la suite de l'intervention de la police dans la cour de la Sorbonne. Le 3 mai, des centaines d'étudiants se sont en effet rassemblés dans la cour en prévision d'une attaque du mouvement d'extrême droite Occident. Il y a là toutes les tendances de l'extrême gauche : trotskystes, maoïstes, ou anarchistes. Les services d'ordre d'extrême gauche et notamment les Katangais, sont armés de manches de pioche et prêts à l'affrontement. En faisant appel à la police, le recteur-président de l'université va ainsi déclencher la première émeute du mois de mai. À partir du 13 mai, la grève générale commence et la Sorbonne est occupée.
L'Assemblée nationale élue en juin 1968 après la dissolution décidée par le général de Gaulle s'attaque aussitôt à la réforme universitaire. En 1971, l'Université parisienne est éclatée en treize universités nouvelles. Tandis que les annexes sont partagées entre les différentes universités filles, le complexe de la Sorbonne, propriété de la ville de Paris, est placé dans un régime d'indivision géré par la chancellerie des universités de Paris. Six établissements d'enseignement se maintiennent dans les locaux : les universités Paris I, Paris III, Paris IV et Paris V ainsi que l'École des Chartes et l'EPHE. Cette multiplication d'acteurs a favorisé l'accumulation de difficultés et d'inégalités dans la gestion du monument.
Dans le même temps, un processus de fermeture du bâtiment déjà enclenché par le déménagement de la faculté des sciences s'accélère afin de neutraliser le site : les étudiants de premier cycle, plus nombreux et réputés plus remuants, sont délocalisés sur des sites périphériques comme le centre Pierre-Mendès-France, le centre Censier ou le centre Clignancourt, réduisant notablement le nombre d'étudiants dans le bâtiment. De même, la partie basse du complexe, le palais académique, est fermé aux étudiants, tandis que sous l'effet du plan Vigipirate, devenu permanent à la suite des attentats du 11 septembre 2001, la Sorbonne est, en principe, fermée au public. Si l'on fait exception de quelques rares visites groupées organisées par la Chancellerie et des journées européennes du patrimoine, seuls les étudiants et le personnel des établissements ayant des locaux dans la Sorbonne, ainsi que les lecteurs de la bibliothèque de la Sorbonne, peuvent y entrer.
Malgré cela, le caractère symbolique du monument dans la contestation étudiante et la tentation de réitérer le mythe de mai 68 restent forts. C'est ainsi qu'en 2006, plusieurs centaines de manifestants, luttant contre la loi dite « sur l'égalité de chances », ont occupé la Sorbonne pendant trois nuits (du 8 mars au 11 mars au matin : « la prise de la Sorbonne ») avant d'être évacués par les forces de l'ordre.
Le quartier a été bouclé pendant plusieurs semaines ; ce bouclage est pourtant passé inaperçu — voir un des rares documents sur le sujet, le court-métrage Sorbonne interdite. Le bâtiment a été fermé aux étudiants et aux enseignants à la demande du rectorat désireux d'éviter toute nouvelle occupation et tout nouveau dégât. Elle a rouvert le 24 avril 2006. Au cours de cette période, les bâtiments du Panthéon, situé au 12 de la place du Panthéon, continuaient à recevoir étudiants et enseignants.
Des étudiants ont immédiatement voté la réoccupation de l'université avant d'être à nouveau expulsés le soir même. Les cours n'ont pu reprendre que progressivement avec le déploiement d'un important dispositif policier tout autour de l'université. Au-delà de la lutte contre le CPE, une partie des étudiants a cherché à imiter sans vrai discernement, semble-t-il, l'esprit de mai 68[réf. nécessaire]. Les dégâts causés par les manifestants se sont chiffrés à 800 000 euros, ce qui a contraint l'université à développer la location de ses locaux - déjà existante vu l'histoire du lieu, pour des tournages de films ou de téléfilms, afin de payer les travaux qui ont nécessité la fermeture du bâtiment et l'annulation de nombreux cours.
Le 19 février 2009, à la suite d'une manifestation la Sorbonne a été occupée pendant plusieurs heures par des étudiants qui ont ensuite été expulsés par la police.
Par la suite, la surveillance policière et la sécurité à l'entrée de ce monument historique devient plus rigoureuse. La Sorbonne étant un lieu classé au patrimoine, il y est interdit de tracter, d'afficher et de s'assembler dans un but politique. Il faudra attendre le 12 avril 2018 pour que la Sorbonne soit de nouveau occupée. Les étudiants, après plusieurs heures d'occupation, sont expulsés par les CRS.
Le 21 octobre 2020, la cour d'honneur de la Sorbonne accueille l'hommage national rendu à Samuel Paty, professeur d'histoire décapité lors d'un attentat islamiste quelques jours plus tôt.
Durant l'entre-deux tours de l'élection présidentielle de 2022, la Sorbonne est occupée par plusieurs centaines d'étudiants pour manifester leur opposition à un deuxième tour opposant Emmanuel Macron et Marine Le Pen, qu'ils qualifient de « faux choix », qualifiant les deux candidats de « fascistes ». Ils y restent durant une trentaine d'heures (du 13 avril au 14 avril dans la nuit) avant d'être évacués par les CRS. Des locaux de l'École normale supérieure et de Sciences Po sont également bloqués, tandis que d'autres établissements sont fermés par crainte d'un déplacement du mouvement.

## Un monument menacé?

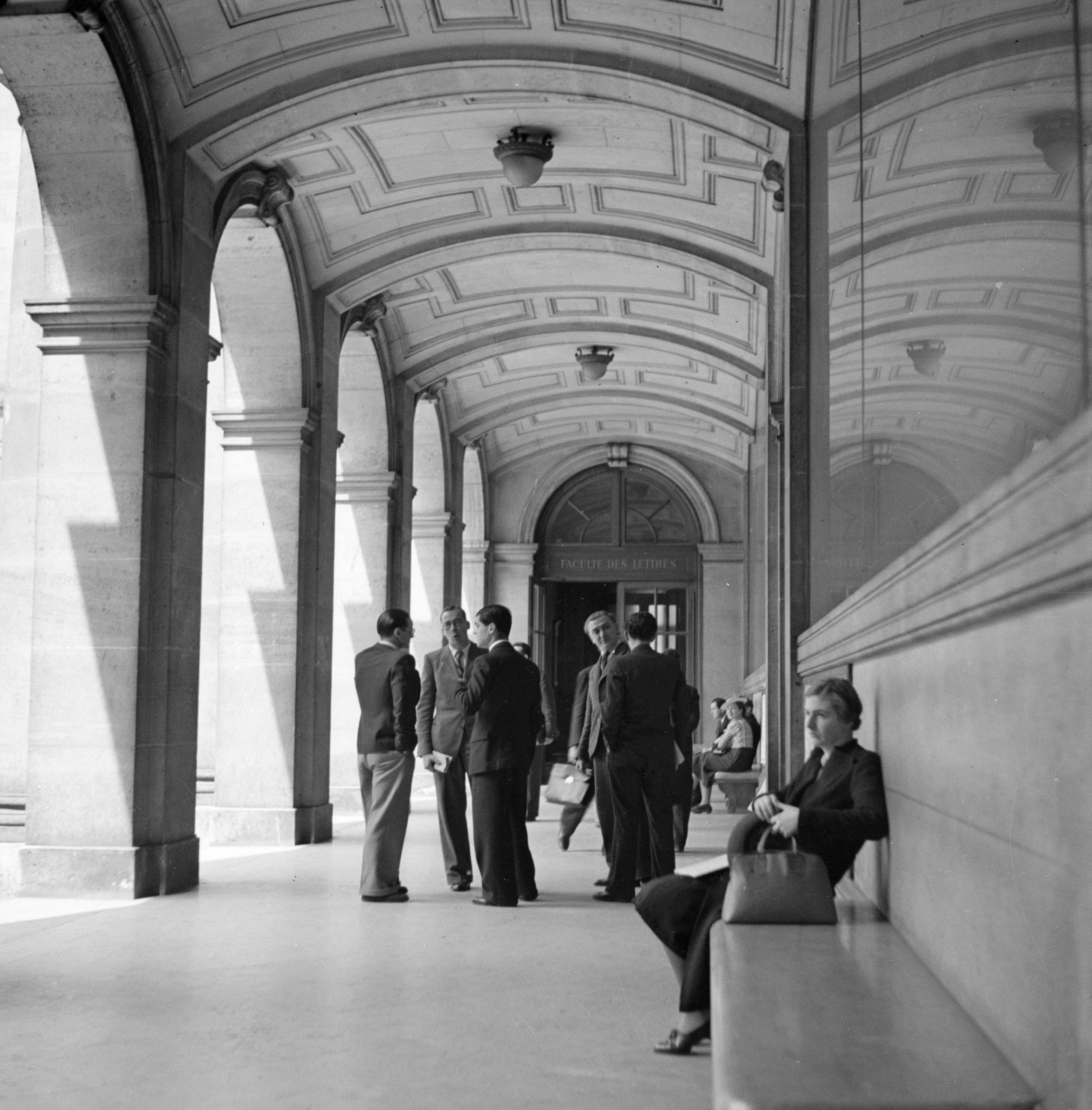
Vue des arcades de la cour d'honneur (1948).

Si le complexe de Nénot put sembler lors de son inauguration aussi grandiloquent que surdimensionné, l'université de Paris ne comptant en 1914 que 17308 étudiants, il fallut bien vite l'adapter à un afflux d'étudiants toujours plus nombreux. Le plan de Nénot fut donc modifié peu à peu pendant tout le XXe siècle, au gré de l'évolution de la démographie. Dans le bâtiment lui-même, on chercha ainsi à gagner de l'espace d'enseignement en couvrant le rez-de-chaussée des cours intérieures de l'ancienne faculté des sciences pour y créer des amphithéâtres. Ces structures de piètre qualité occupent à l'heure actuelle huit des onze cours du bâtiment et accueillent des services aux étudiants, des sanitaires et des salles de travail, alors que la vocation de ces espaces était de ménager des respirations dans un îlot de très grande taille. De même, leurs toits de graviers, installés sans se soucier de l'esthétique générale du monument, sont actuellement[Quand ?], faute d'entretien, envahis par des plantes parasites. La bibliothèque a été soumise au même problème et a dû trouver de nouveaux espaces de stockage quand ses cinq étages de magasins ont été pleins. On a d'abord commencé par construire trois nouveaux étages avant d'utiliser les caves. À l'heure actuelle, seuls le creusement d'un silo sous la cour d'honneur ou le stockage de livres hors de Paris permettraient d'accroître les collections.
L'événement le plus important du XXe siècle pour le monument a sans doute été le démembrement de l'université et la multiplication subséquente de ses occupants. Chaque institution a en effet sa propre politique concernant le bâtiment, en dépit de l'autorité théorique de la Mairie de Paris et de la Chancellerie des Universités sur la gestion du complexe. La chose est saisissante quand on arpente les couloirs : suivant l'occupant des murs, ceux-ci peuvent passer du blanc immaculé au jaune sale. L'installation non concertée de gaines techniques (électricité, téléphone, réseau local) par chacun des acteurs pose en outre des problèmes importants, à tel point que la réfection globale de ces réseaux fait partie des missions assignées par la mairie de Paris à la campagne de mise en sécurité de la Sorbonne.
Une autre menace, qui ne pèse plus sur l'intégrité du monument, mais sur sa vocation, est dénoncée depuis plusieurs années par des étudiants, du complexe : il s'agit de la mainmise toujours plus importante des services de la chancellerie sur le bâtiment. Le rapport Larrouturou sur l'immobilier universitaire parisien s'en est également étonné, dans la mesure où la chancellerie possède de nombreux autres immeubles dans Paris. Il est vrai que, théoriquement, celle-ci attribue les espaces qui se libèrent dans le complexe au fil des départs, mais elle s'en est attribué plusieurs, notamment dans l'ancienne faculté des sciences, faisant craindre aux organisations étudiantes une politique de grignotage et d'expulsion des étudiants. Il n'est pas faux qu'un certain nombre de précédents existent, notamment en ce qui concerne le palais académique, qui abritait le rectorat et la chancellerie, mais aussi les secrétariats des facultés. Or ces derniers font aujourd'hui partie des espaces attribués à la chancellerie.

## Le nom de «Sorbonne», héritage des universités de Paris
À la suite de la réforme des universités de 1970, le bâtiment de la Sorbonne fut placé dans un régime d'indivision entre différentes institutions. La Ville de Paris est propriétaire des lieux, avec obligation perpétuelle d'y maintenir le siège de l'académie de Paris ; la chancellerie des universités de Paris, quant à elle, gère le monument. D'autres institutions comme les Cours de civilisation française de la Sorbonne, l'observatoire de la Sorbonne et la Bibliothèque de la Sorbonne y ont leur siège. L'École nationale des chartes a quitté la Sorbonne depuis octobre 2014 et a installé ses activités d'enseignement et d'administration au 65, rue de Richelieu, face au site Richelieu de la Bibliothèque nationale de France, au sein duquel sa bibliothèque déménage début 2017. Les activités de formation continue et les soutenances de thèses se trouvent toujours à la Sorbonne[réf. nécessaire]. L'École pratique des hautes études, qui y était également installée, déménage quant à elle en 2019 sur la rive droite, au sein du Campus Condorcet.
Trois universités disposent de locaux dans la Sorbonne et utilisent ainsi ce nom :
- Université Paris I Panthéon-Sorbonne.
- Sorbonne Université, qui regroupe les anciennes Paris-IV-Sorbonne et Paris-VI-UPMC, et à laquelle sont rattachées notamment l'école de sciences de l'information et de la communication CELSA et l'École supérieure du professorat et de l'éducation de Paris. Sorbonne Université regroupe la faculté des lettres, la faculté de médecine et la faculté des sciences et ingénierie[44].
- L'université Sorbonne-Nouvelle y avait jusqu'en 2022 une partie de ses activités : département littérature générale et comparée (LGC), bibliothèque des études portugaises, brésiliennes et d'Afrique lusophone, iSorbonne, Environnement numérique de travail (ENT), Radio Sorbonne Nouvelle et Sorbonne nouvelle TV[45]. Ils ont depuis déménagés dans un campus de 35 000 m2 situé, rue de Picpus, qui accueille l'ensemble des étudiants[46]. L'université conserve toutefois son nom et certains services administratifs y sont toujours domiciliés, ainsi que l'UMR THALIM[47], et la boutique des Presses Sorbonne Nouvelle[48].

Par ailleurs, les autres universités issues du démembrement de l'université de Paris jouent aussi un rôle dans la gestion du bâtiment de la Sorbonne, en ce qui concerne notamment l'utilisation du grand amphithéâtre. Patrimoine commun, à divers titres, des treize universités issues de la division de l'université de Paris, le nom « Sorbonne » est ainsi une marque disputée par différentes institutions. Il s'agit d'un enjeu de taille pour ces institutions, dans la mesure où ce nom concentre une bonne part de la réputation de l'ancienne université de Paris, même si, en vérité, c'est par abus de langage qu'on identifie l'université de Paris à la Sorbonne. On a ainsi vu au début de l'année 2010 les différents PRES de Paris se battre autour de cette dénomination, considérée comme une marque porteuse de prestige et attractive pour les étudiants étrangers. Finalement, trois ComUE utilisent ce nom :
- Sorbonne Universités, structure supprimée et remplacée par l'association Sorbonne Université le 1er janvier 2018.
- Sorbonne Paris Cité
- Hautes Études-Sorbonne-Arts et Métiers (Hésam)

Enfin on peut citer l'université Sorbonne-Paris-Nord, après dissolution du projet Université Sorbonne Paris Cité.

## Peintures et statuaire
Très nombreuses, les peintures réalisées en plusieurs tranches entre la fin du XIXe siècle et le début du XXe siècle pour décorer la nouvelle Sorbonne sont l'une des commandes picturales les plus importantes et onéreuses de l'époque. La jeune Troisième République souhaite en effet inscrire dans l'architecture son ambition éducative, les peintures célébrant le glorieux passé de l'université de Paris et de l'histoire de France faisant le lien entre cet héritage et la modernité austère des bâtiments conçus par Henri-Paul Nénot, qu'elles contrebalancent toutefois par leur polychromie. Répondant au goût pittoresque « officiel » des années 1880, elles sont souvent de style académique. On peut notamment citer les deux toiles de la Fête du Lendit par Jean-Joseph Weerts, sous les arcades de la cour d'honneur, rappelant une tradition universitaire médiévale en juin de chaque année, lorsque les étudiants, leurs professeurs et le personnel des facultés gagnaient la foire du Lendit dans la plaine Saint-Denis afin de se procurer du parchemin pour l'année suivante. D'un autre style, on peut aussi citer la peinture symboliste Le Bois sacré par Pierre Puvis de Chavannes dans le grand amphithéâtre ou celles, plus tardives, de Clémentine-Hélène Dufau dans la salle des Autorités.
Peintures
- Grand amphithéâtre
  - Le Bois sacré (1889) de Puvis de Chavannes[50].
- Amphithéâtre Bachelard
  - Fresque.
- Amphithéâtre Descartes
  - Fresque.
- Amphithéâtre Guizot
  - Fresque.
- Amphithéâtre Lefebvre (ancien amphithéâtre de physique)
  - L'Arc en ciel d'Henri Gervex (1896)[51].
- Amphithéâtre Oury (ancien amphithéâtre de chimie, puis de gestion)
  - Fresque.
- Amphithéâtre Richelieu
  - Fresque de Pascal Dagnan-Bouveret.
- Amphithéâtre Turgot
  - Fresque.
- Salle Louis-Liard (salle des doctorats)
  - Portrait de Richelieu.
- Salle des Autorités :
  - Astronomie et Mathématiques, Radioactivité et Magnétisme, La Géologie et La Zoologie (avant 1910) de Clémentine-Hélène Dufau ;
  - Eloquentia, Historia, Philosophia et Poesis d'Ernest Laurent.
- Salle des Commissions :
  - Fresques.
- Salle Richelieu
  - Portrait de Richelieu.
  - Portrait du 5e duc de Richelieu.
- Péristyle
  - Abélard et son école sur la montagne Sainte-Geneviève par François Flameng ;
  - Henri IV.
  - Autres fresques.
- Grand salon
  - Fresques.
- Galerie des Sciences
  - La Cité de Carcassonne.
  - La Place des Vosges.
  - Le Château de Chenonceau.
  - Notre-Dame de Paris.
- Galerie des Lettres
- La Mosquée de Sainte-Sophie.
  - Le Palais de l'Alhambra.
- Escalier d'honneur
  - La Pose de la première pierre de la chapelle de la Sorbonne par le cardinal de Richelieu en présence de l'architecte Lemercier ; Saint Louis remettant à Robert de Sorbon la charte de la Fondation de la Sorbonne ; L'Histoire des Lettres (1887), triptyque par François Flameng[50].
  - Fresque de Théobald Chartran[50] sur laquelle l'architecte de la Sorbonne Henri-Paul Nénot est représenté.
- Bibliothèque
  - François Ier et Marguerite de Navarre, sa sœur, visitent l’imprimerie de Robert Estienne (1899) de Jean-Paul Laurens, dans la salle de lecture ;
  - Richelieu examinant les plans de la Sorbonne de Marcel Baschet, dans la salle de lecture ;
  - Et Scientia Quoque Poesis Erit (1897) de Guillaume Dubufe, plafond de la salle de lecture ;
  - Le Chant des muses éveille l'âme humaine (1898) de Georges-Antoine Rochegrosse, dans l'escalier d'honneur.
- Cour d'honneur, sous les arcades prolongeant la galerie Sorbon
  - La Fête du Lendit, ensemble de deux toiles marouflées (3,10 x 8,60 m) réalisées par Jean-Joseph Weerts : La foire aux parchemins et Cortège joyeux des étudiants se rendant à la fête (1894-1904). Elles font face à la chapelle de la Sorbonne, où est conservée une autre œuvre de Weerts : Pour l’humanité, pour la patrie, pour la France, soldat de Dieu[52],[50].

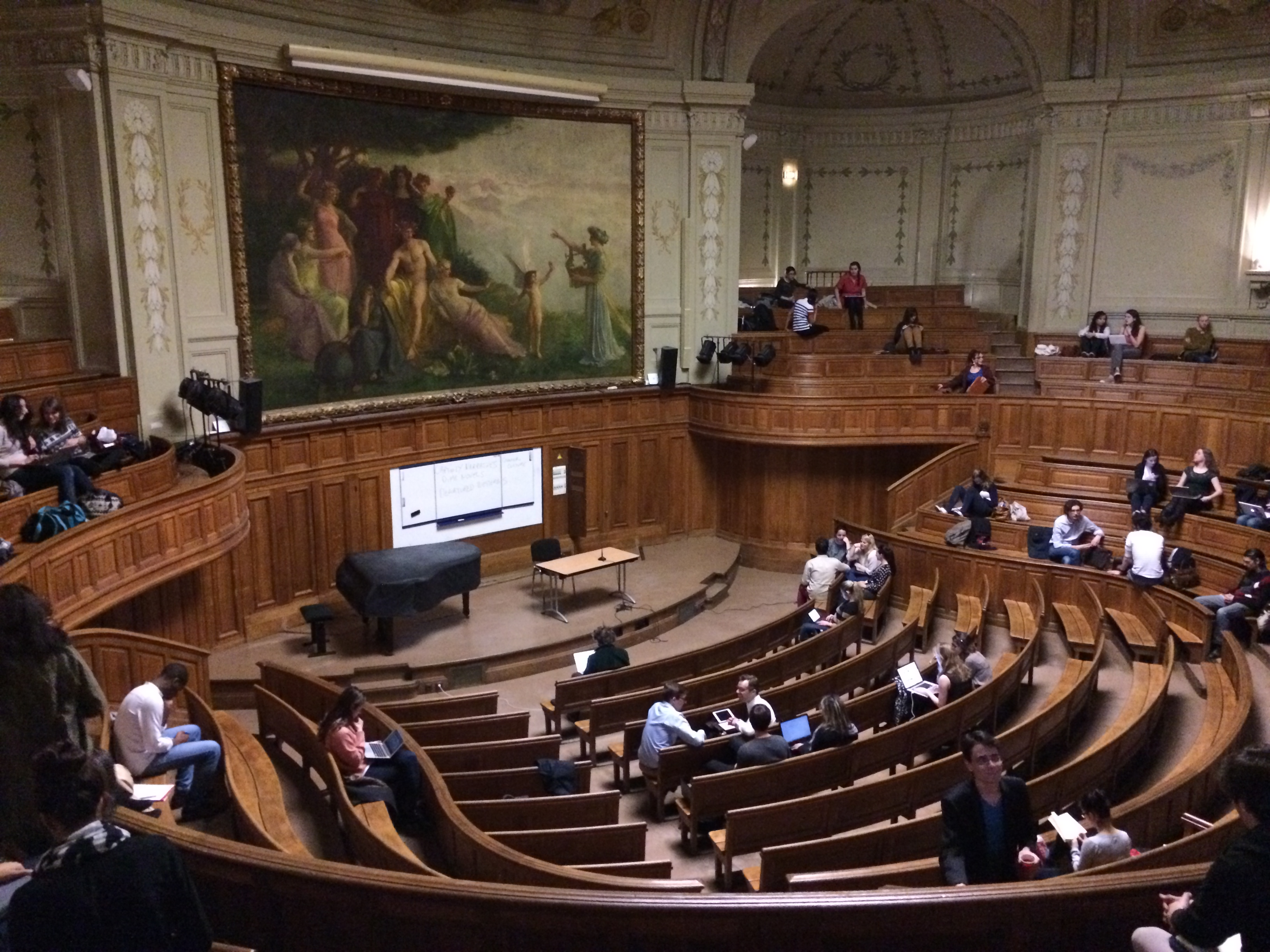
Fresque de l'amphithéâtre Richelieu de Pascal Dagnan-Bouveret.
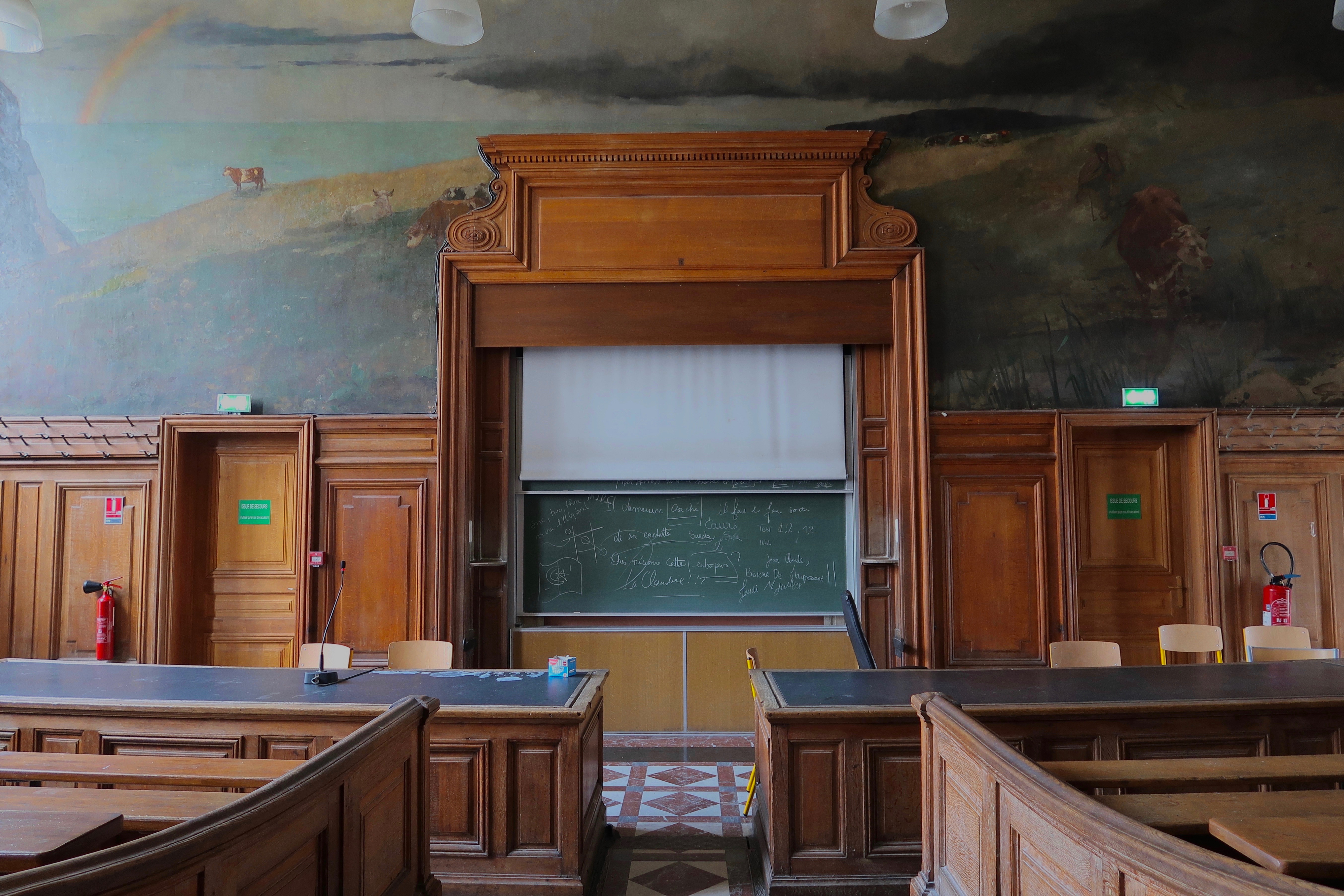
L'Arc en ciel d'Henri Gervex (1896), dans l'amphithéâtre Lefebvre.
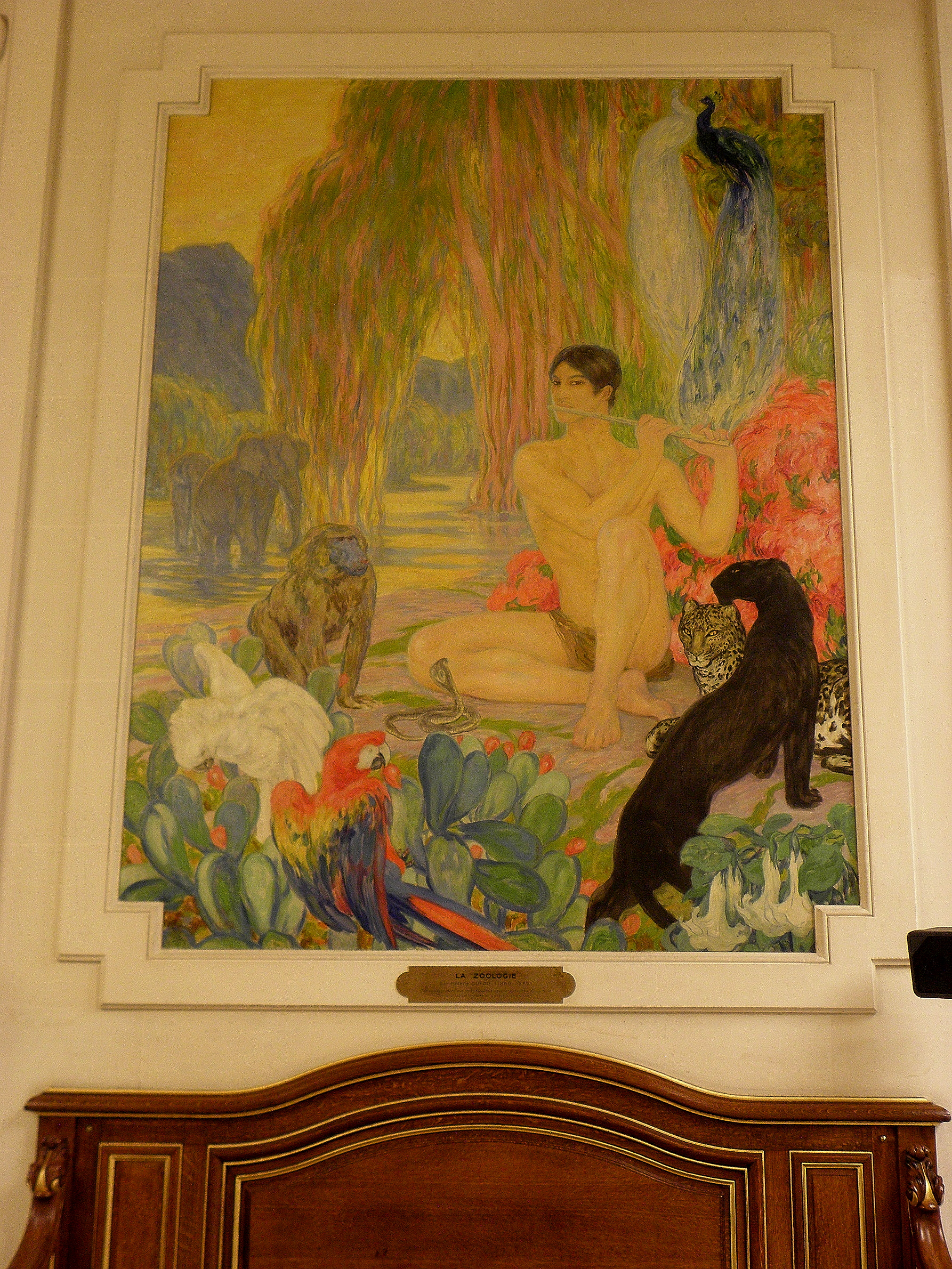
La Zoologie de Clémentine-Hélène Dufau, dans la salle des Autorités.
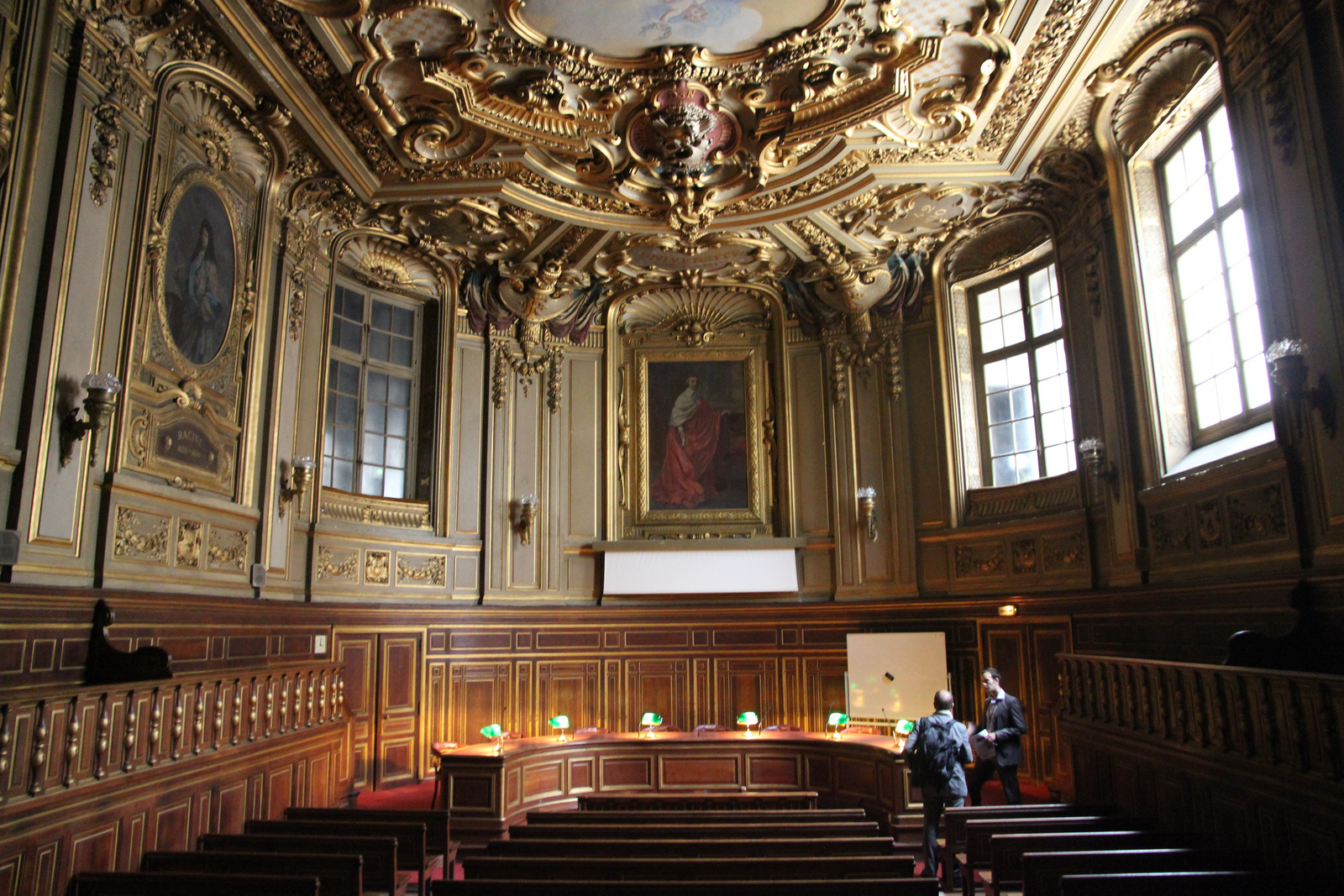
Portrait de Richelieu dans la salle Louis-Liard.
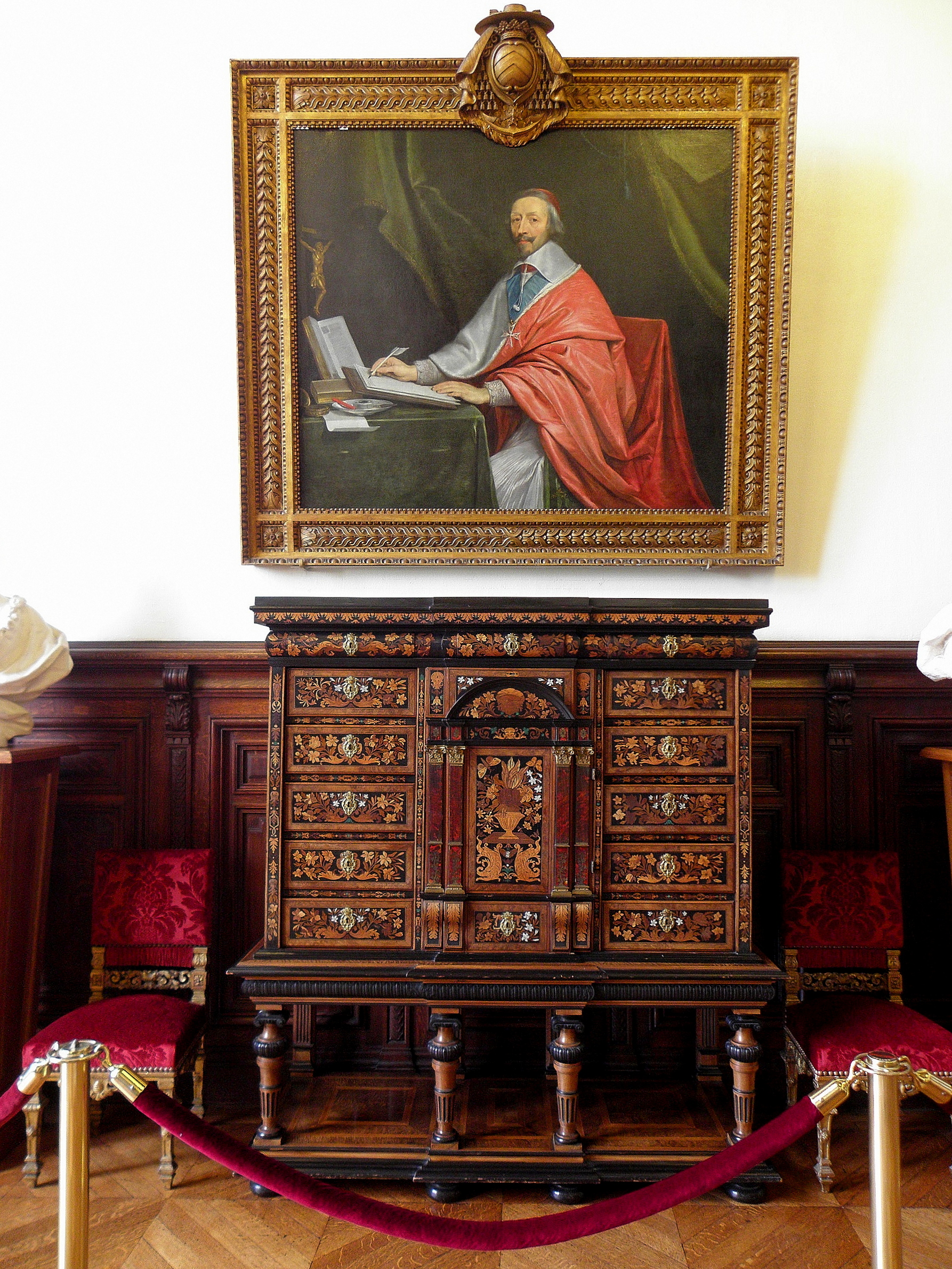
Portrait de Richelieu, dans le salon du même nom.
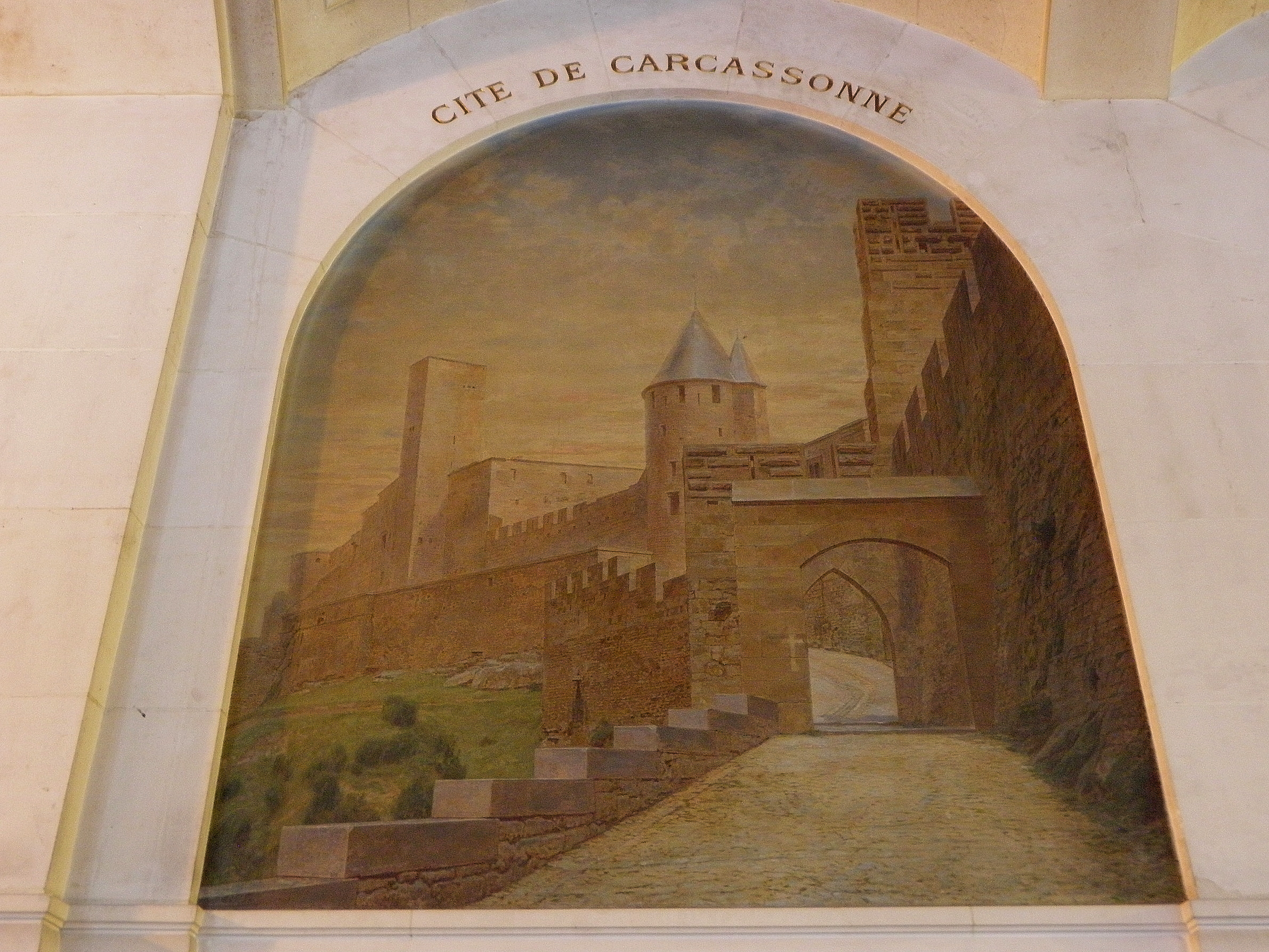
La Cité de Carcassonne, dans la galerie des Sciences.
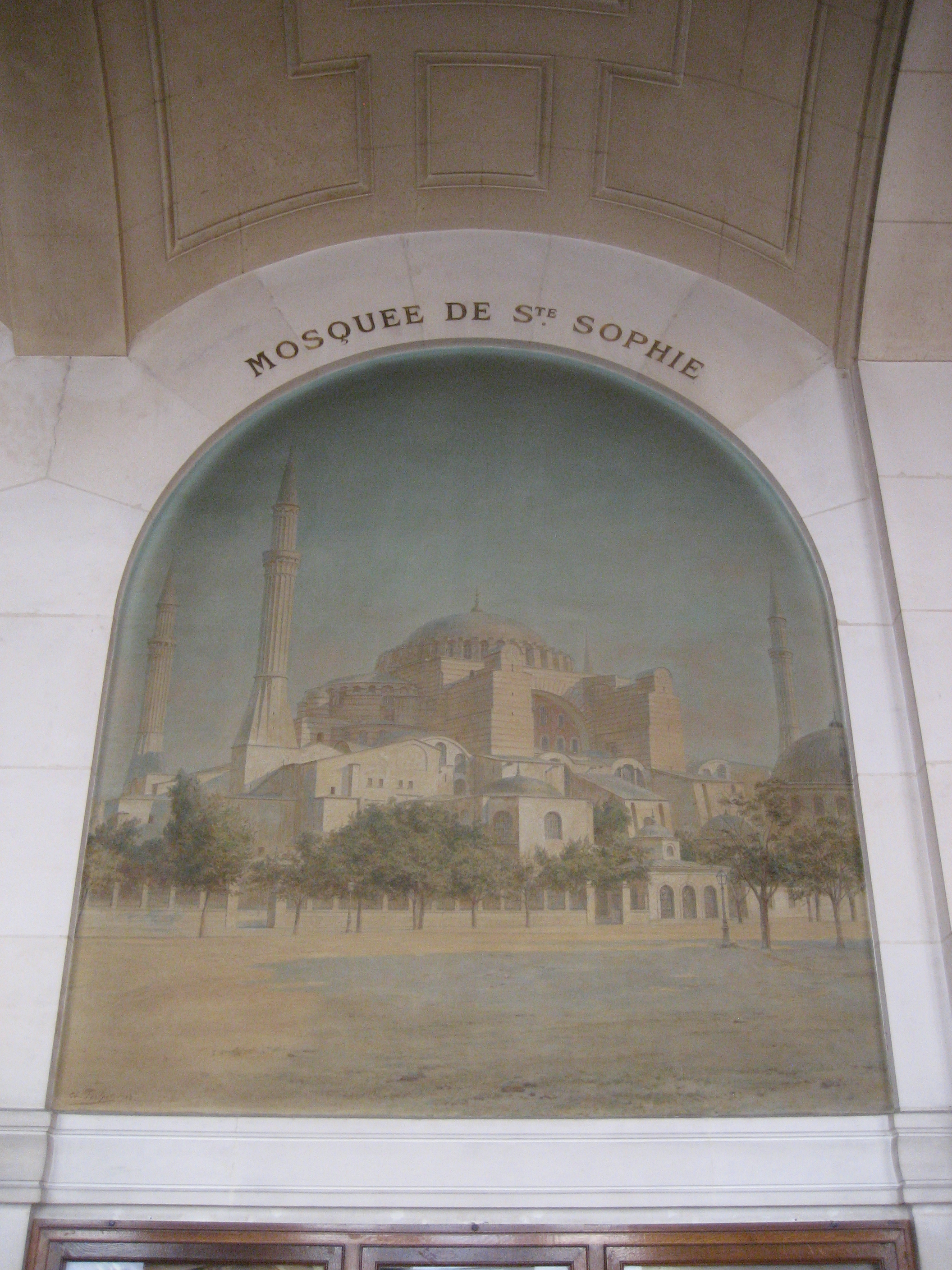
La Mosquée de Sainte-Sophie, dans la galerie des Lettres.
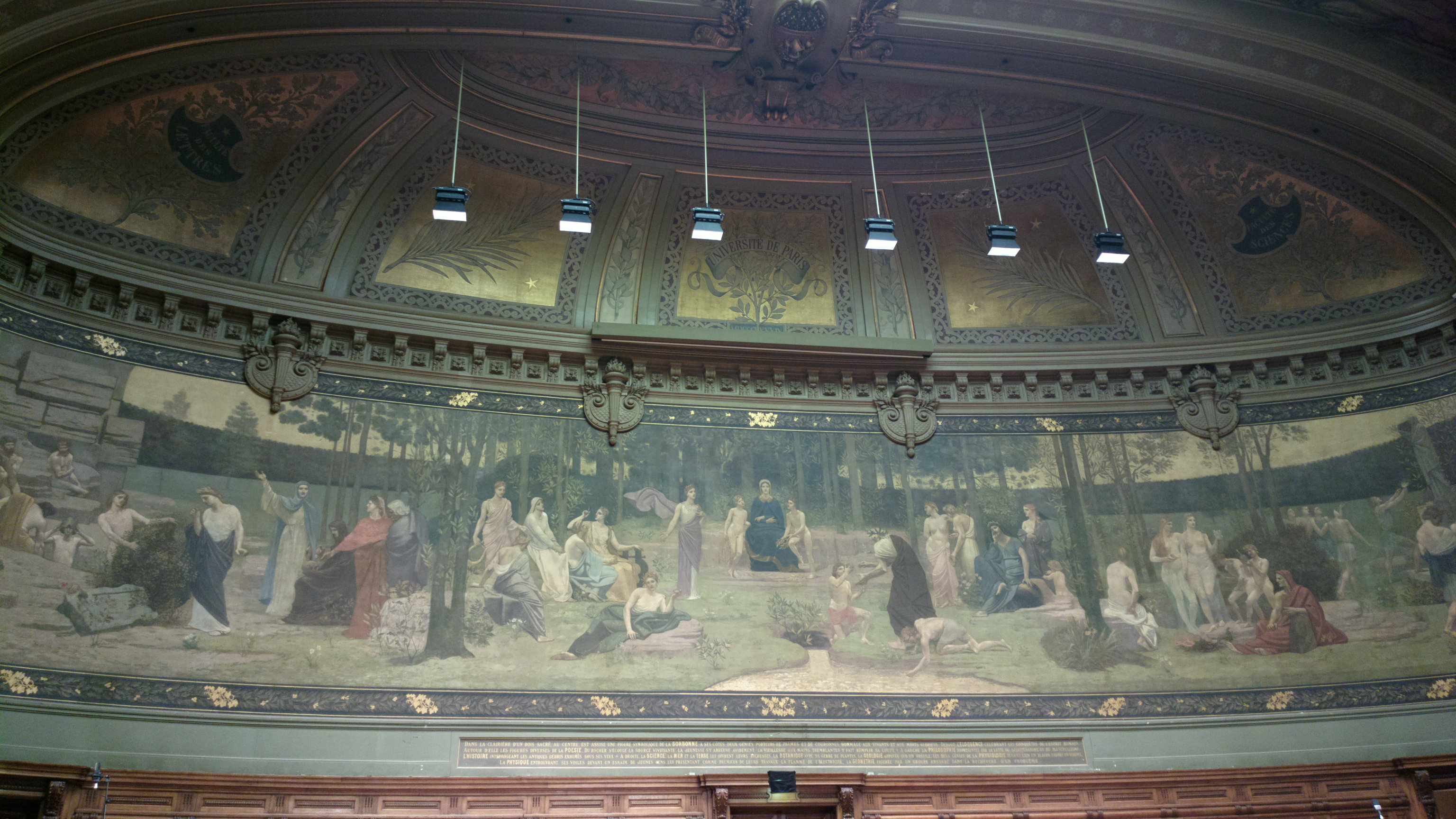
Le Bois sacré de Puvis de Chavannes (1889), dans le grand amphithéâtre.

Sculptures
- Grand hall
  - Statue d'Archimède.
  - Statue d'Homère.
- Grand amphithéâtre
  - Statue de Robert de Sorbon.
  - Statue de Descartes.
  - Statue de Lavoisier.
  - Statue de Rollin.
  - Statue de Pascal.
  - Statue de Richelieu.
- Amphithéâtre Richelieu
  - Statues d'Athènes, de Rome (allégories) et de Richelieu.
- Escaliers des lettres et des sciences
  - Globes terrestres en métal.
- Péristyle
  - Statue de La République.
  - Sol en mosaïques.
- Salle des Autorités
  - La Faculté des Lettres par Léon Fagel ;
  - La Faculté des Sciences par Jules Blanchard ;
  - Sol en mosaïques.
- Bureau du directeur de l'École nationale des chartes
  - Buste de Louis XVIII ;
  - Buste de Jules Quicherat (1885) par Jean Petit ;
  - Copie réduite du Monument à Jeanne d'Arc par Emmanuel Frémiet.
- Cour d'honneur
  - Statues de Louis Pasteur et de Victor Hugo, en vis-à-vis ;
  - Cadran solaire.
- Façade extérieure
  - Armoiries des académies d'Aix, Alger, Besançon, Bordeaux, Caen, Chambéry, Lyon, Montpellier, Nancy, Poitiers, Rennes et Toulouse.

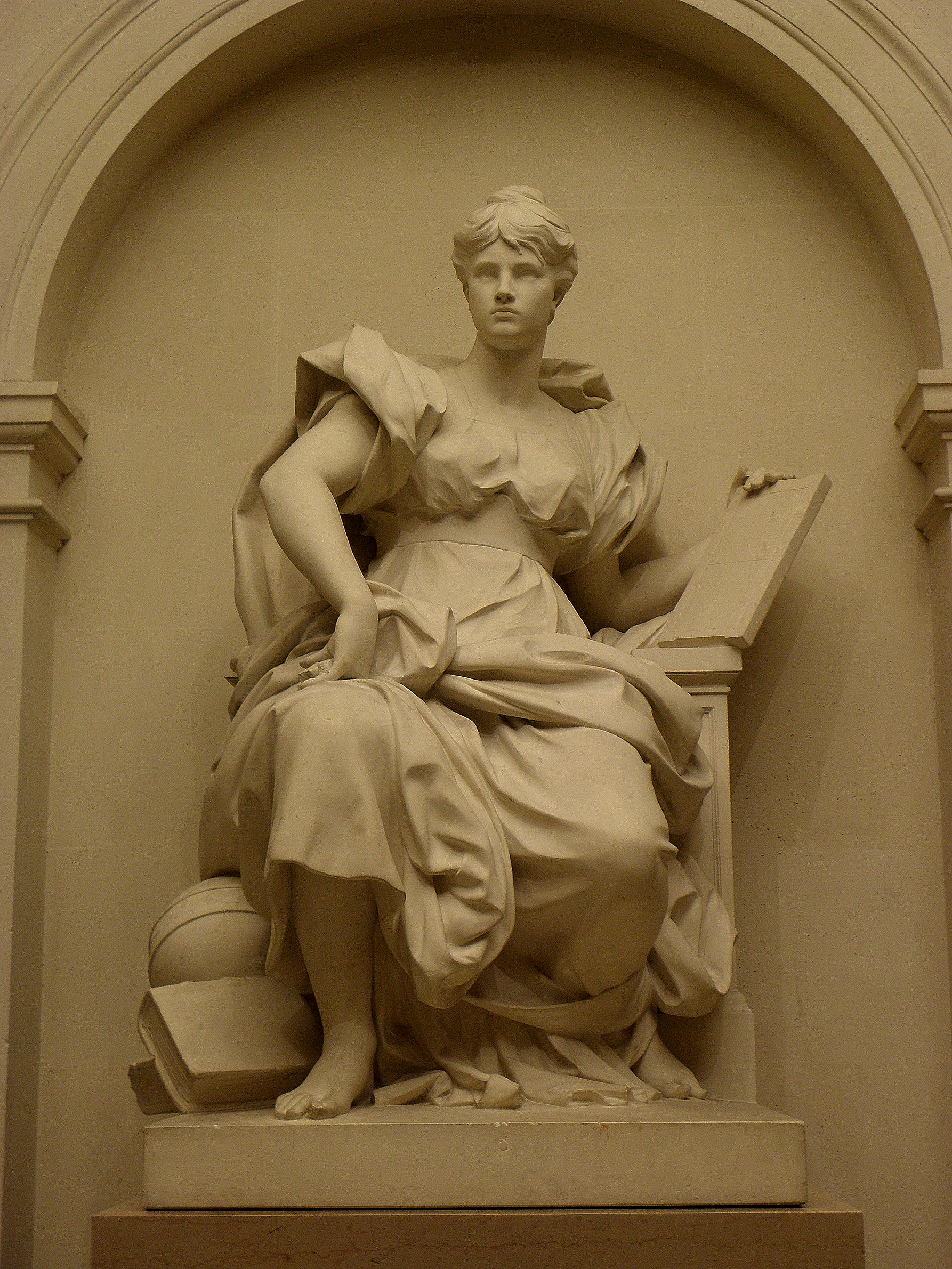
Statue de Jules Blanchard, dans la salle des Autorités.
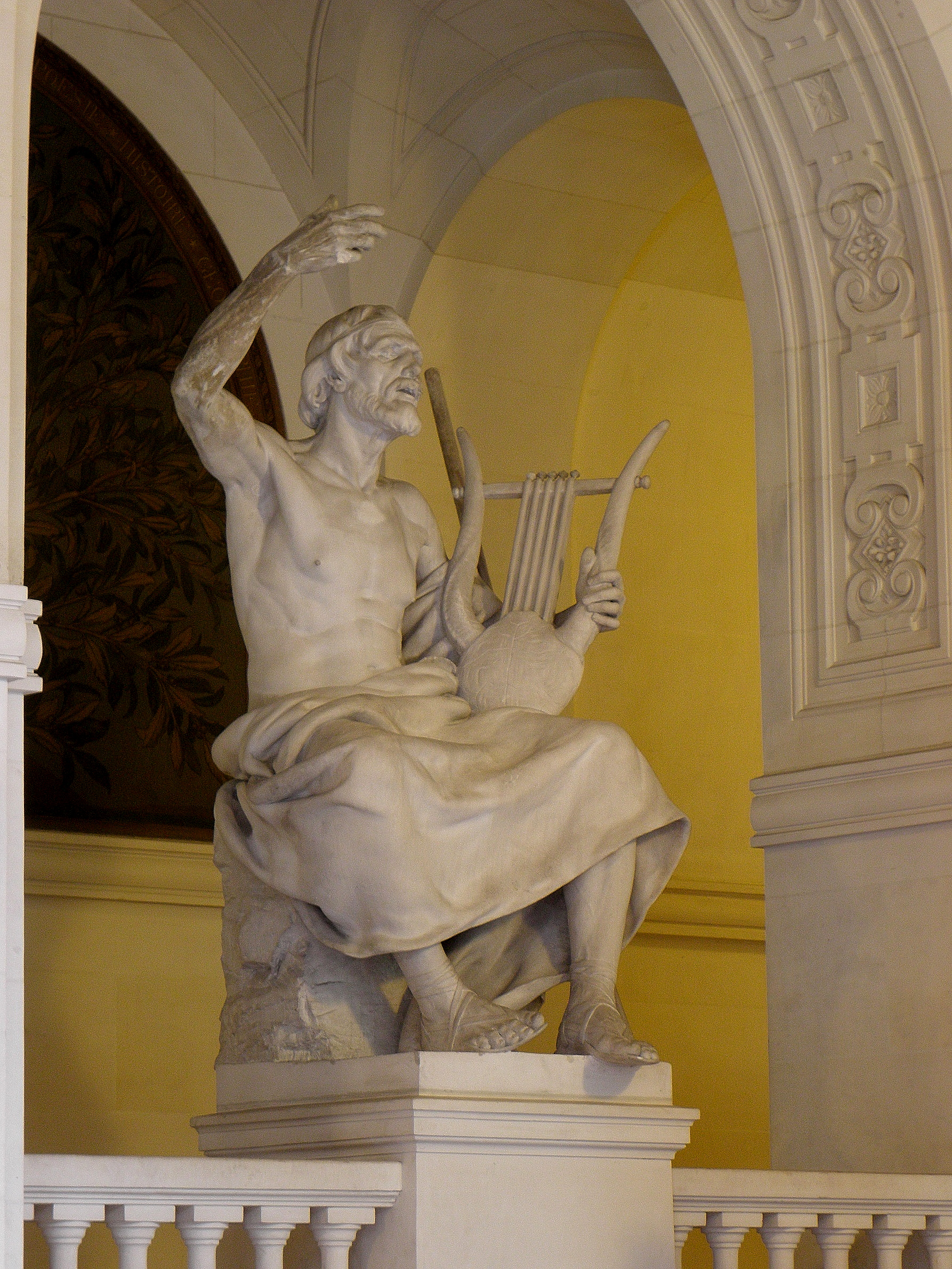
Statue d'Homère dans le grand hall.
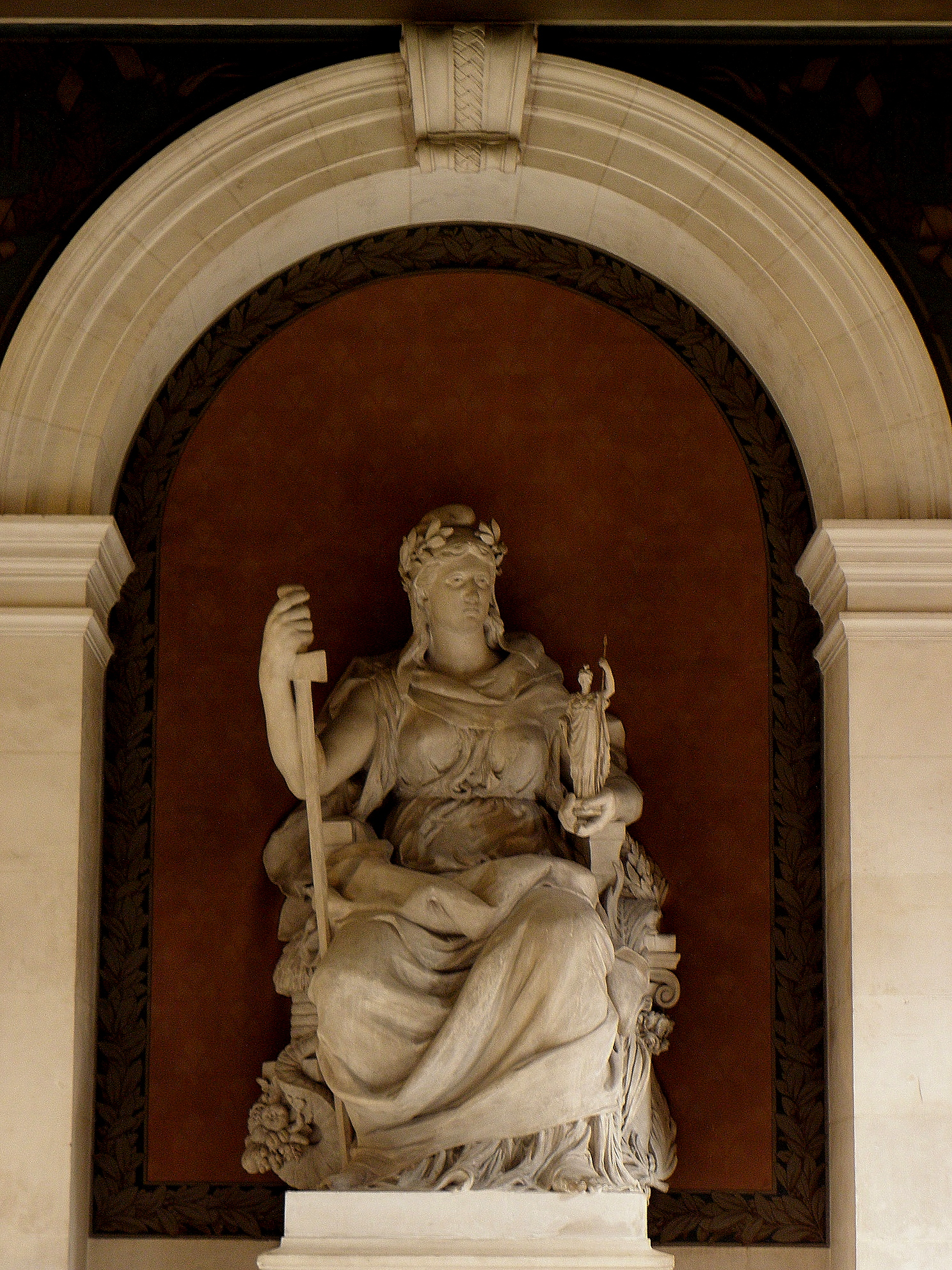
La République, dans le péristyle du grand amphithéâtre.
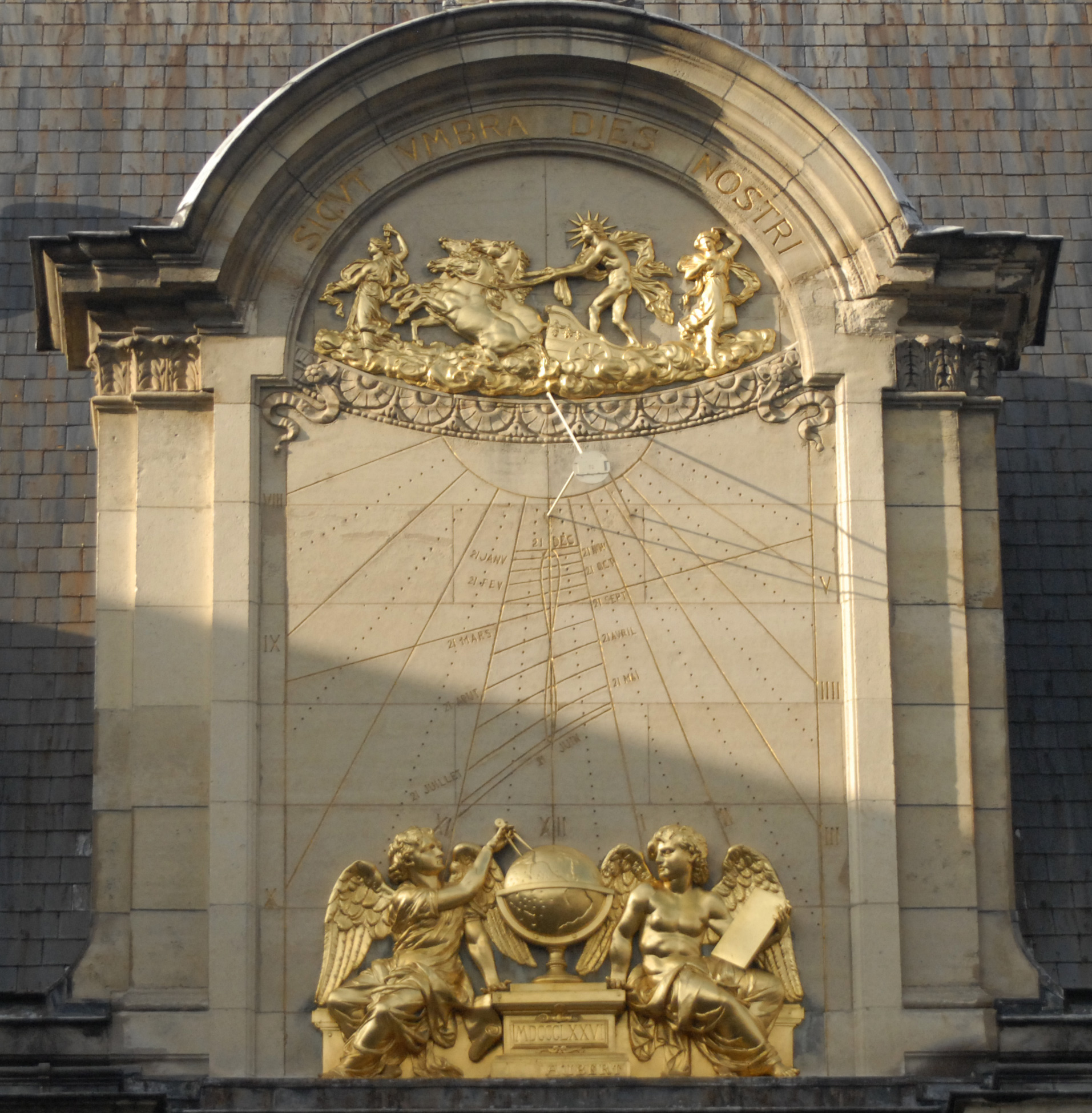
Cadran solaire.

## La Sorbonne dans la culture

### Dans la littérature
Dans Les Hommes de bonne volonté de Jules Romains, le personnage littéraire de Françoise Maieul, une étudiante, observe les peintures de la Fête du Lendit sous les arcades de la cour d'honneur à chaque rendez-vous qui y est organisé.
Simone de Beauvoir raconte sa jeunesse dans Mémoires d'une jeune fille rangée (1958). Plusieurs épisodes se déroulent à la Sorbonne, là où les autres étudiants lui « parurent insignifiants : ils se déplaçaient par bandes, riaient trop fort, ne s'intéressaient à rien et se contentaient de cette indifférence ». Elle se souvient en particulier d'un évènement : « Je savais une chose : je détestais l'extrême droite. Un après-midi, une poignée de braillards étaient entrés dans la bibliothèque de la Sorbonne, en criant : "À bas les métèques et les Juifs !". Ils tenaient à la main de grosses cannes, ils avaient vidé quelques étudiants au teint basané. Ce triomphe de la violence, de la bêtise, m'avait jetée dans une colère effrayée ».

### Au cinéma
Plusieurs scènes du film L'Étudiante (1988) y ont été tournées, tout comme certaines des films Les Deux Papas et la Maman (1996), 36 quai des Orfèvres (2004) et Lucy (2014). Une scène de la bande-dessinée Un cow-boy à Paris (2018) de la série Lucky Luke se déroule en face de la Sorbonne. Carnets de thèse, une bande dessinée de Tiphaine Rivière, narre le parcours de thèse d'une doctorante de la Sorbonne.

### Rituel autour de la statue de Montaigne
Face à l'entrée d’honneur de la Sorbonne se trouve une statue du philosophe Michel de Montaigne. Une première statue en marbre blanc fut inaugurée à cet endroit en 1934 mais celle-ci fut remplacée en raison de dégradations sur un des souliers de la statue,.
Dès son installation, les étudiants de la Sorbonne avaient en effet pris l’habitude de toucher la chaussure droite du philosophe car, selon une croyance répandue parmi les étudiants, ce geste augmenterait les chances de réussir aux examens. La statue originale fut déplacée en 1989 au dépôt des œuvres d’art d’Ivry et remplacée par une nouvelle statue en bronze, ce qui n'empêche pas les étudiants de continuer à pratiquer ce rituel encore aujourd'hui,.